# Biserica Sfântul Ierarh Nicolae din Olănești

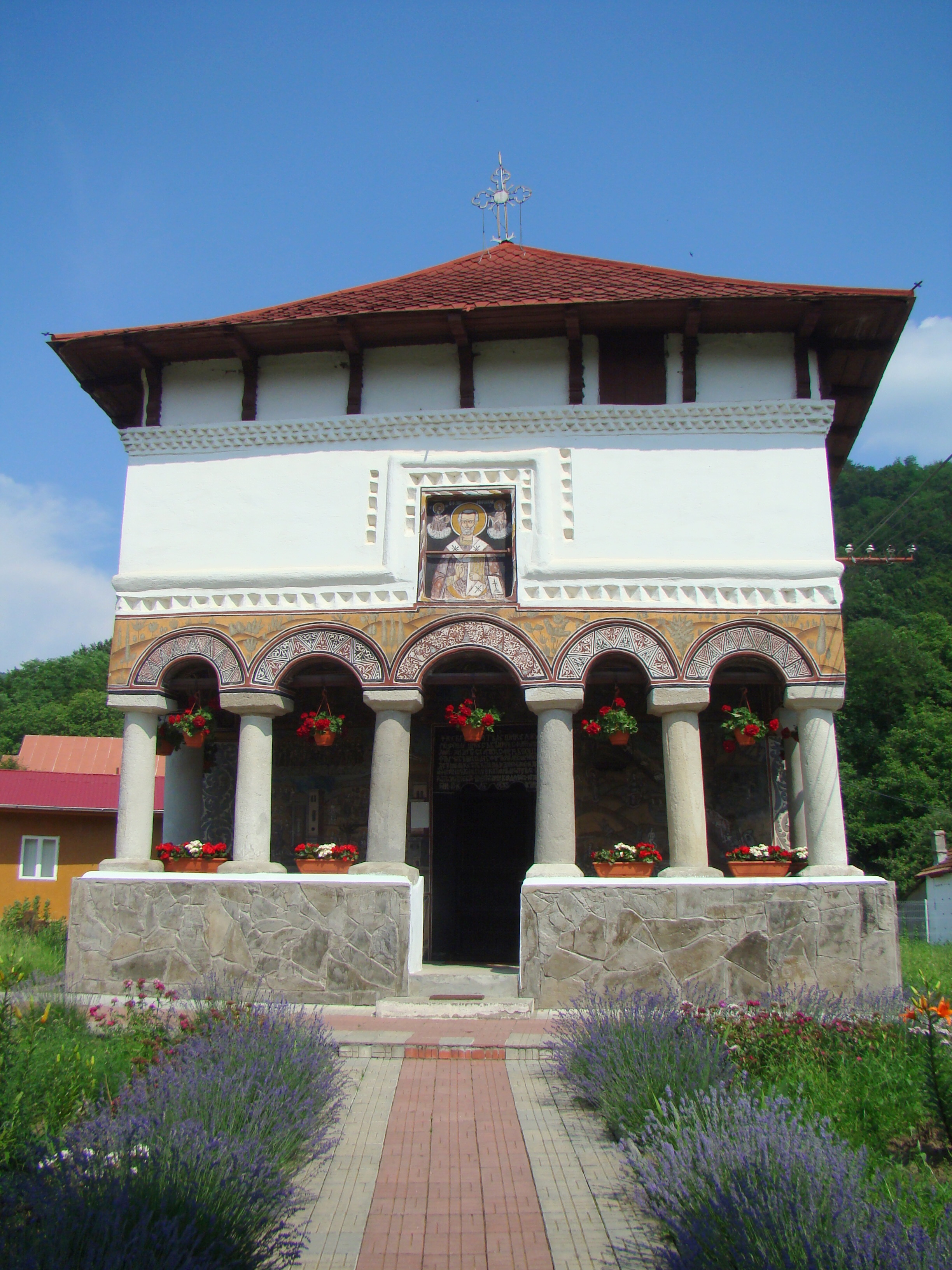
Biserica de zid cu hramul „Sfântul Ierarh Nicolae”, oraș Băile Olănești, județul Vâlcea, foto: iunie 2018.

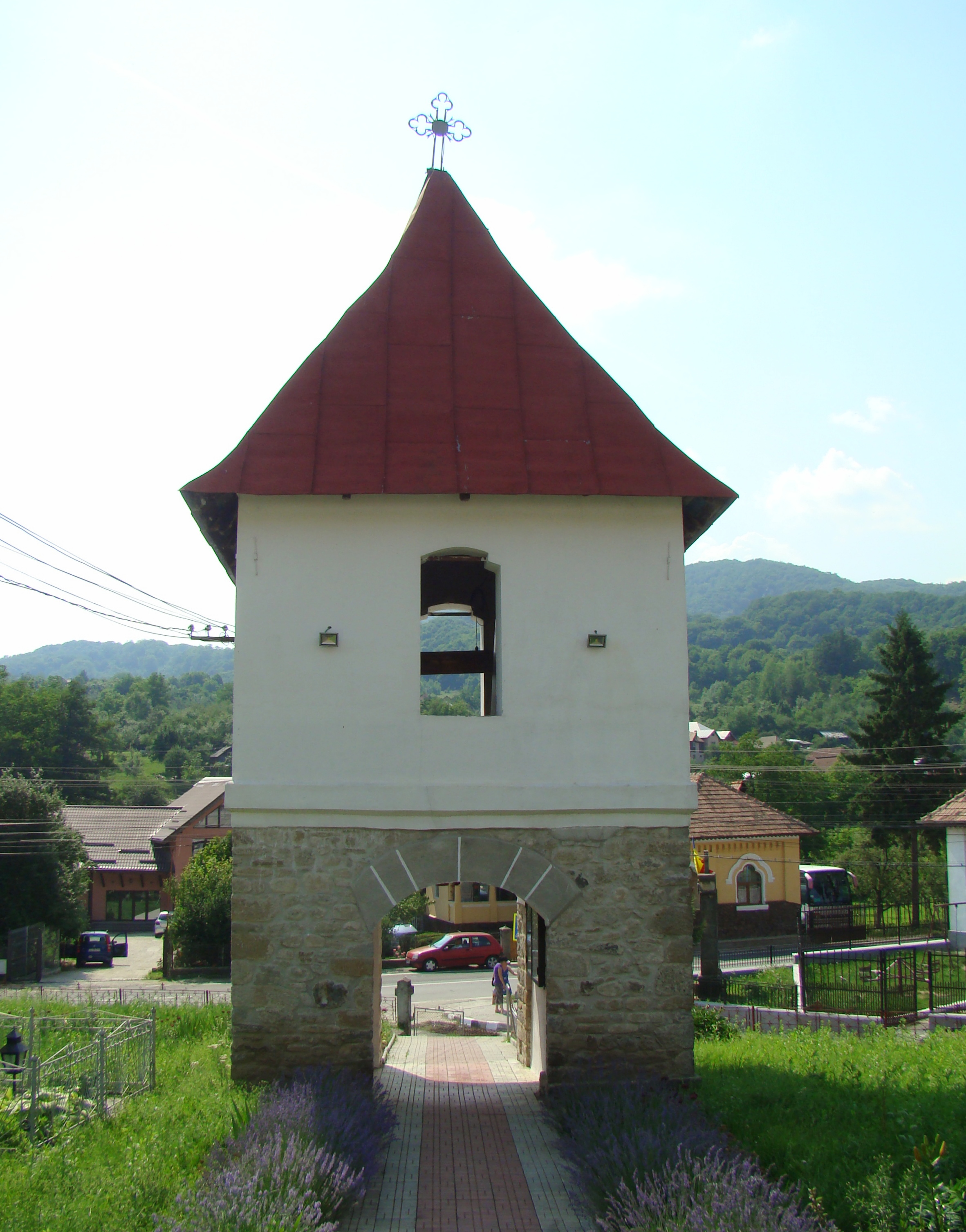
Turnul-clopotniță

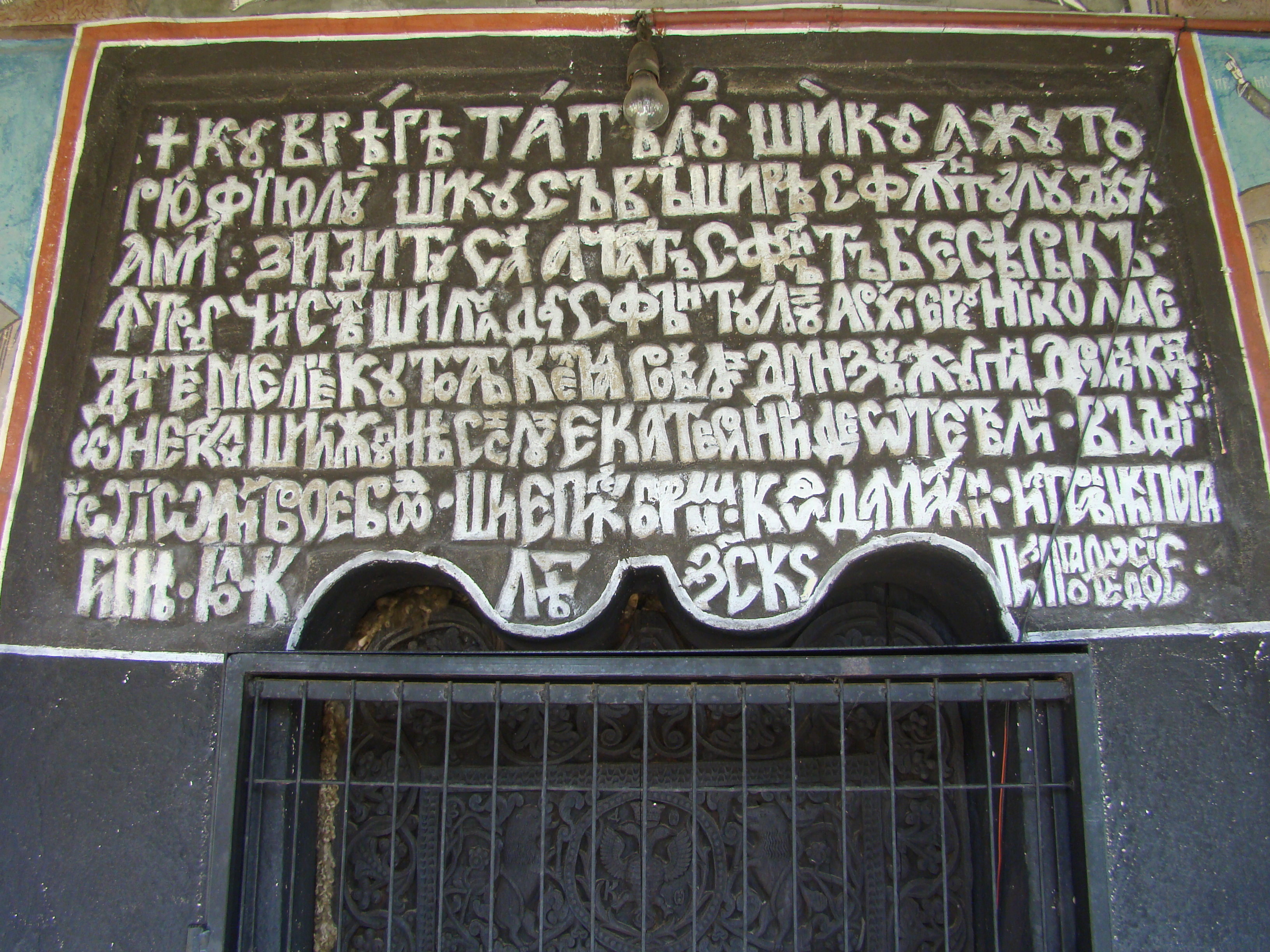
Pisania

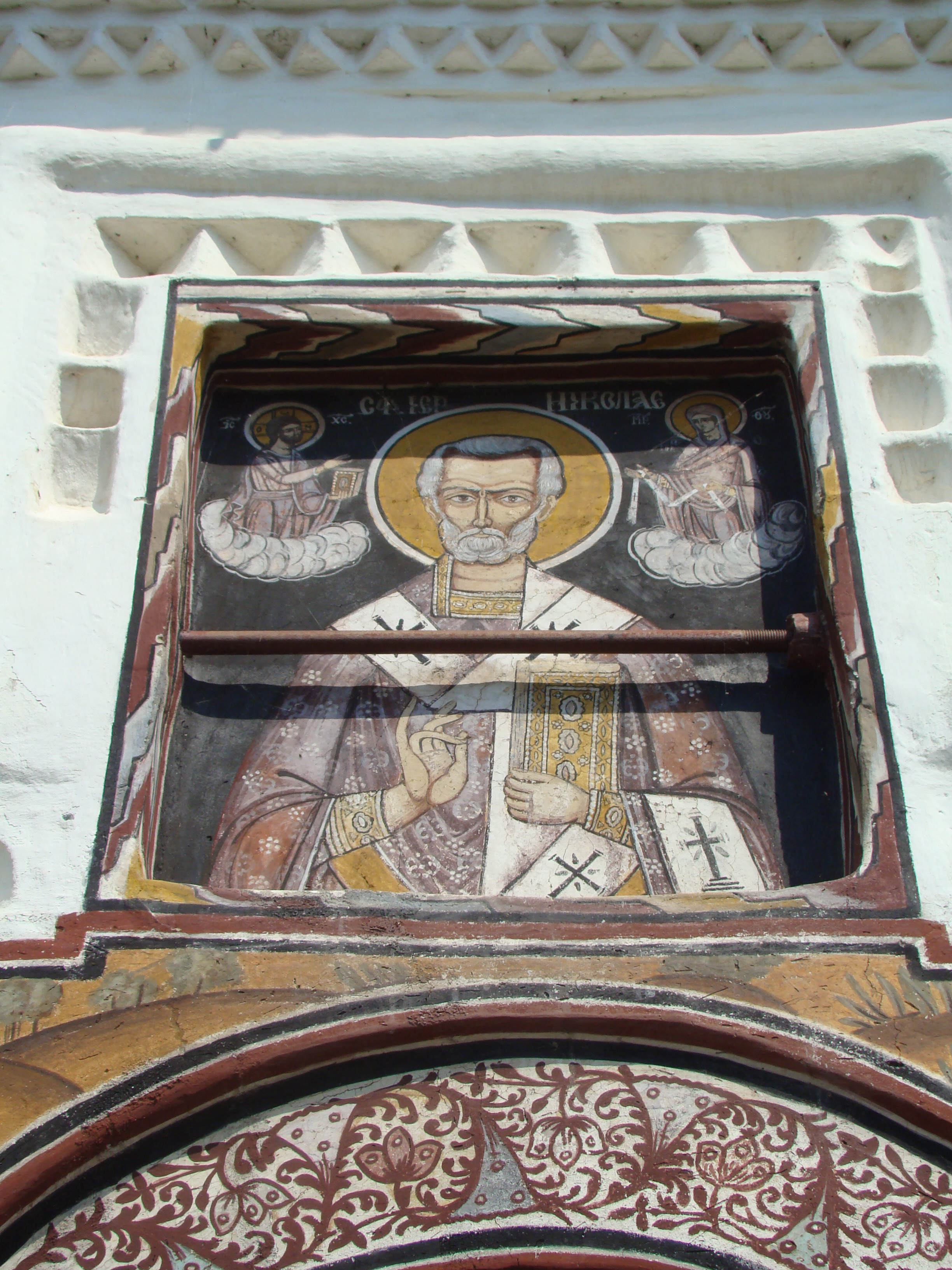
Patronul spiritual al bisericii: Sfântul Ierarh Nicolae

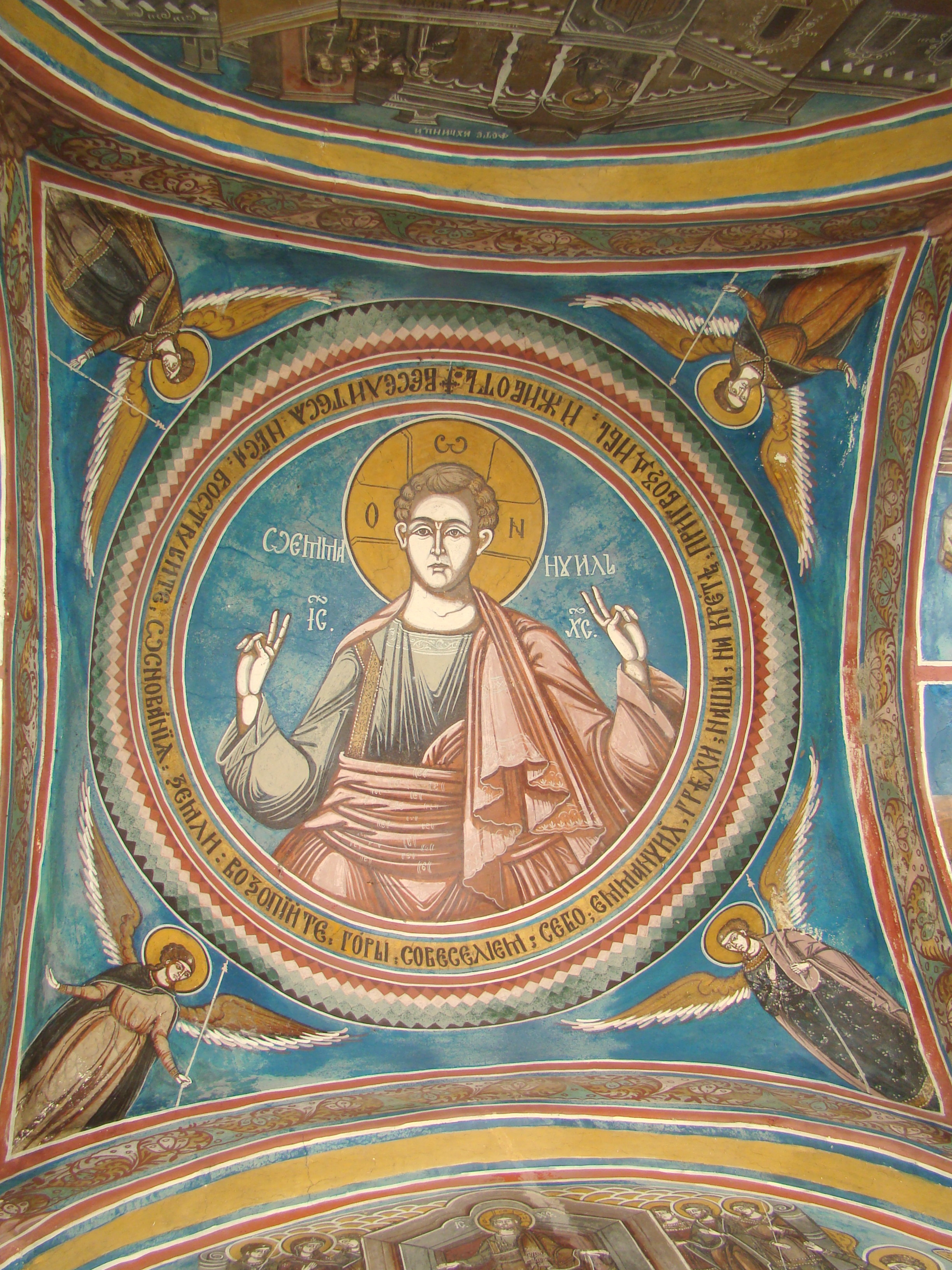
Iisus Hristos Emanuel

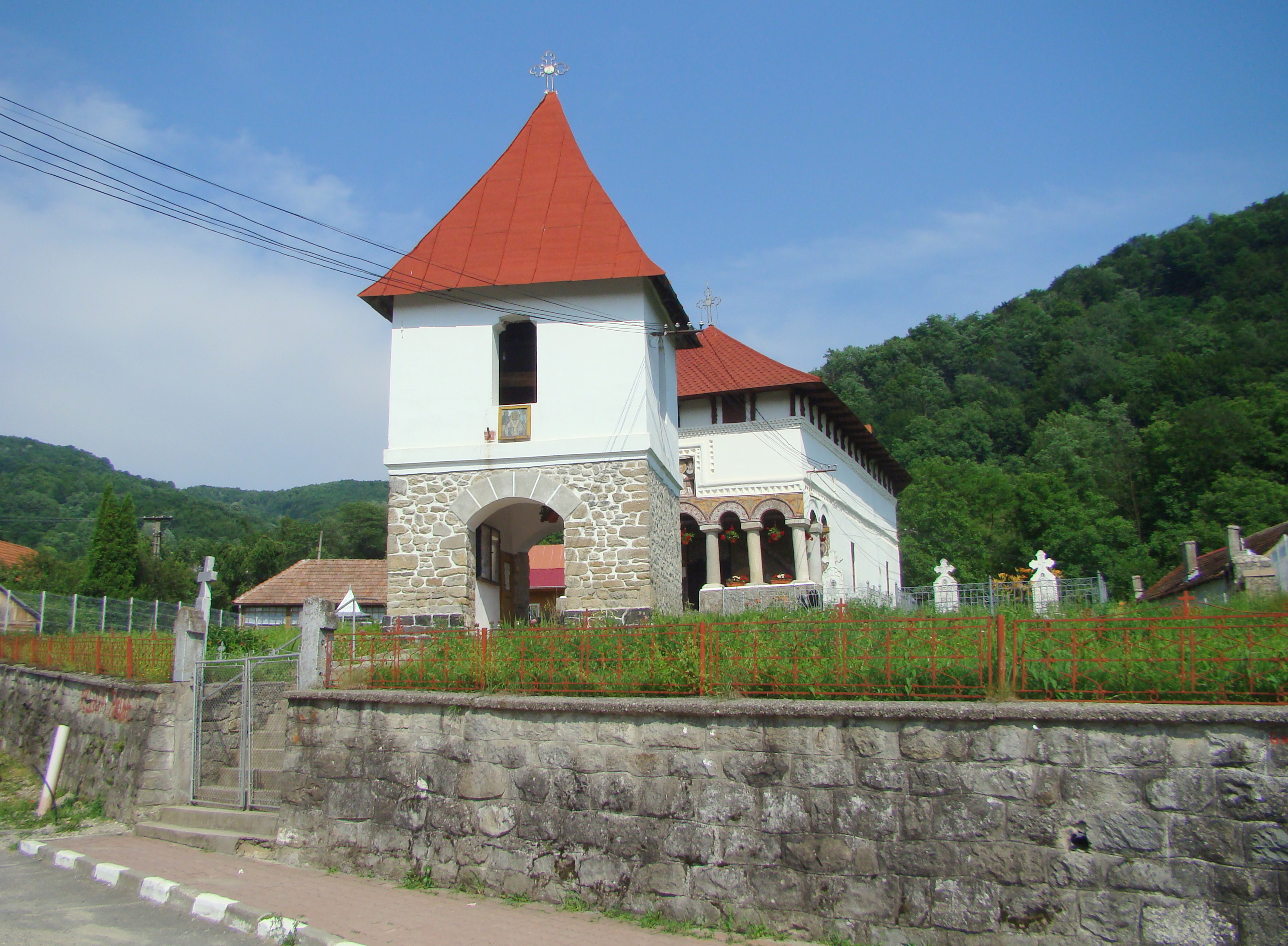
Biserica și clopotnița văzute din drum

Biserica de zid cu hramul „Sfântul Ierarh Nicolae”, oraș Băile Olănești, județul Vâlcea, a fost construită în anul 1718. Biserica se află pe noua listă a monumentelor istorice sub codul LMI:  VL-II-m-B-09848.

## Istoric și trăsături
Biserica parohială cu hramul „Sfântul Ierarh Nicolae”, ridicată în 1718, este situată pe un platou, în mijlocul localității Olănești, la 15 km de Râmnicu Vâlcea și la 3 km de centrul orașului-stațiune Băile Olănești.
Localitatea Olănești este pentru prima dată atestată documentar la 19 iulie 1527, când voievodul Radu de la Afumați întărea jupânului Goran spătar și fratelui său, Albul, părți de moșie, în Iaroslăvești și în Olănești. Legenda și tradiția ridicării celei mai vechi biserici din Olănești spun că acest lucru s-ar fi întâmplat la jumătatea secolului al XVI-lea, la 1551 sau 1555. Cu trecerea timpului, această bisericuță șubrezindu-se și ajungând în stare de dărăpănare, nu a mai corespuns nici cu evoluția localității, nici cu starea materială prosperă a locuitorilor și cu dorințele de ctitorire ale boierilor din neamul Olănești.
Din această cauză, la îndemnul preotului Ghinea, amintit pentru prima dată într-un document din 22 februarie 1688, fiu al logofătului Stroe Olănescu și al Păunei, căpitanul Drăghici Olănescu și soția sa Ecaterina Otetelișanu ctitoresc, în 1718, biserica Sfântul Nicolae. Biserica se înscrie într-un dreptunghi de 12mx7mx0,80m, cu absida altarului poligonală, cu cinci laturi, de câte 2m. Biserica are formă de navă, cu pridvor deschis, cu 8 stâlpi cilindrici decorați în piatră, din care 2 sunt încastrați în zidurile laterale. Naosul este despărțit de pronaos printr-un zid înalt de circa 1,5m, lăsând în mijloc intrarea. Tâmpla din lemn, sculptată după un model mai vechi, datează din secolul al XIX-lea.
Ușa bisericii, din lemn de nuc, este formată din mai multe panouri; în partea de sus, în medalion, apar inițialele DO-Drăghici Olănescu și CO-Catrina Olănescu. În medalion este sculptat un vultur cu două capete ce reprezintă vulturul stăpânirii austriece, prezentă în Oltenia între anii 1718-1739. La mijloc, spre partea de jos a ușii, este săpat numele meșterului: Drăgoi.
Pisania, cu frumoase săpături în piatră, are următorul cuprins: „Cu vrerea tatălui și cu ajutorul Fiului și cu săvârșirea Sfântului Duh, amin. Ziditu-s-au această sfântă biserică, întru cinstea și lauda sfântului arhiereu Nicolae, den temelie, cu toată cheltuiala robului lui Dumnezeu Jupân Drăghici căpitan Olănescu și a Jupânesei lui, Ecaterina de Oteteliș, în zilele lui Io Ion Mavrocordat Voievod și episcop al Râmnicului Kir Damaschin. Ispravnic popa Ghinea”
Comparând cele cuprinse în pisanie, cu cele zugrăvite în biserică, pe pereții pronaosului, constatăm că totul coincide cu perioada zugrăvirii, în afară de Ștefan Cantacuzino (1714-1716), scris din greșeală Șerban, admițând că s-a început construirea bisericii în timpul domniei acestui voievod și s-a terminat în 1718, sub Ioan Mavrocordat. Faptul că generalul Stephan Steinville a fost zugrăvit și el în biserică se explică prin faptul că în timpul stăpânirii austriece a Olteniei (1718-1739), boierii Olănești și-au păstrat privilegiile obținute sub domnii anteriori, iar unii dintre ei au deținut chiar funcții sub noua administrație: Drăghici era căpitan de plai, iar Radu Olănescu a ocupat funcția de vornic al județului Vâlcea în anii 1733 și 1735. De aceea, boierii Olănești, ctitori ai bisericii, au făcut această concesie: ca generalul Steinville să fie zugrăvit într-o biserică ortodoxă. Concesia a durat numai pe perioada stăpânirii austriece, pentru că după 1739, când austriecii au pierdut Oltenia, chipul generalului a fost înlocuit cu cel al părintelui Ioan monahul, fratele jupânesei Ecaterina.
Tot cu cheltuiala lui Drăghici Olănescu s-a făcut și clopotul cel mare al bisericii, existent și astăzi, turnat, probabil, de un meșter de la Sibiu. Tradiția spune că la facerea clopotului s-au topit 300 de ruble de argint, pentru ca clopotul astfel obținut să dea un sunet cât mai bun. Cunoscătorii afirmau că după clopotul de la Arnota, cel mai frumos sunet îl avea clopotul de la Olănești.
Biserica a fost sfințită de episcopul cărturar Damaschin Voinescu al Râmnicului (1708-1725), primul preot al acestei biserici fiind Ghinea.

## Imagini

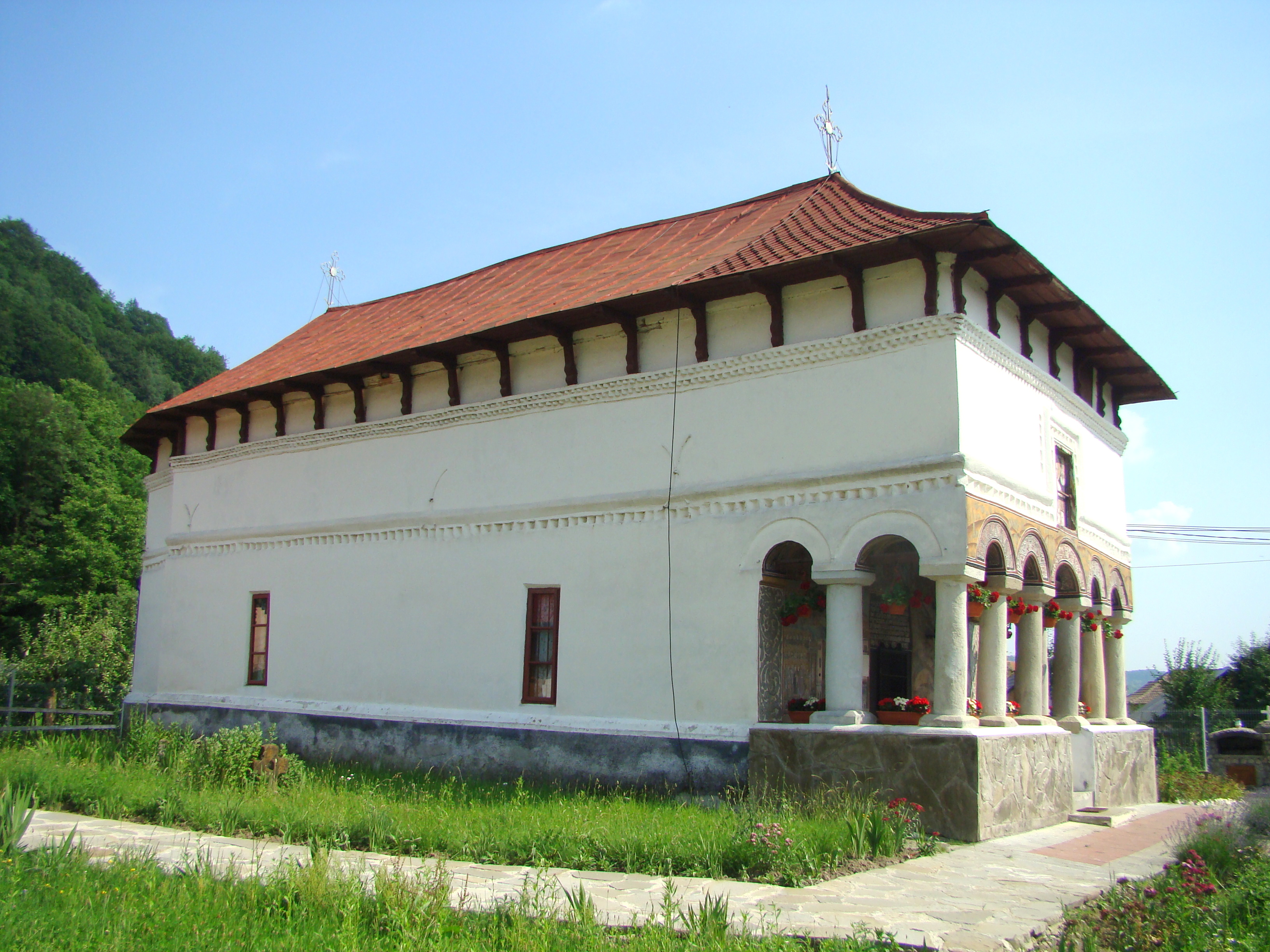
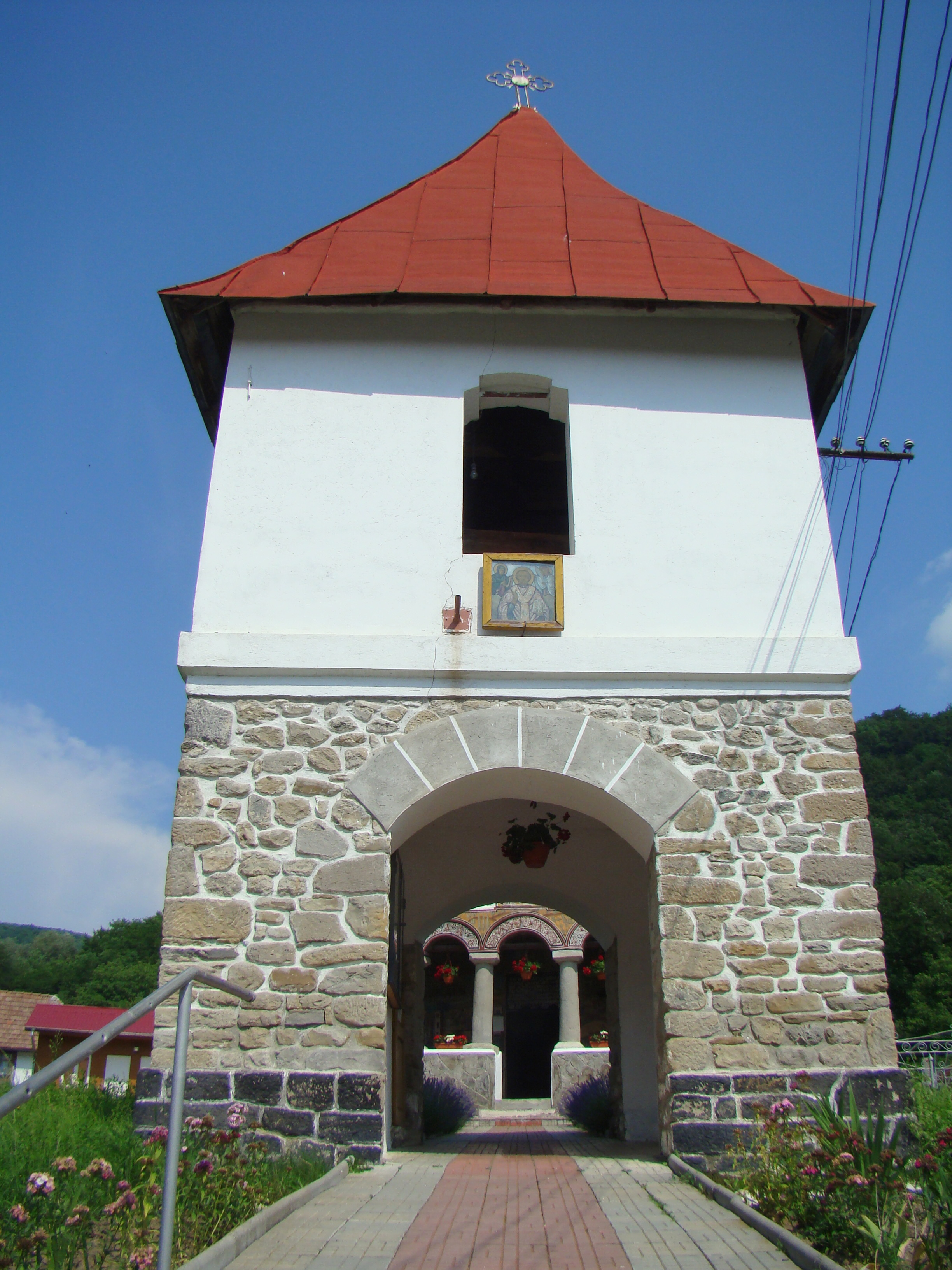
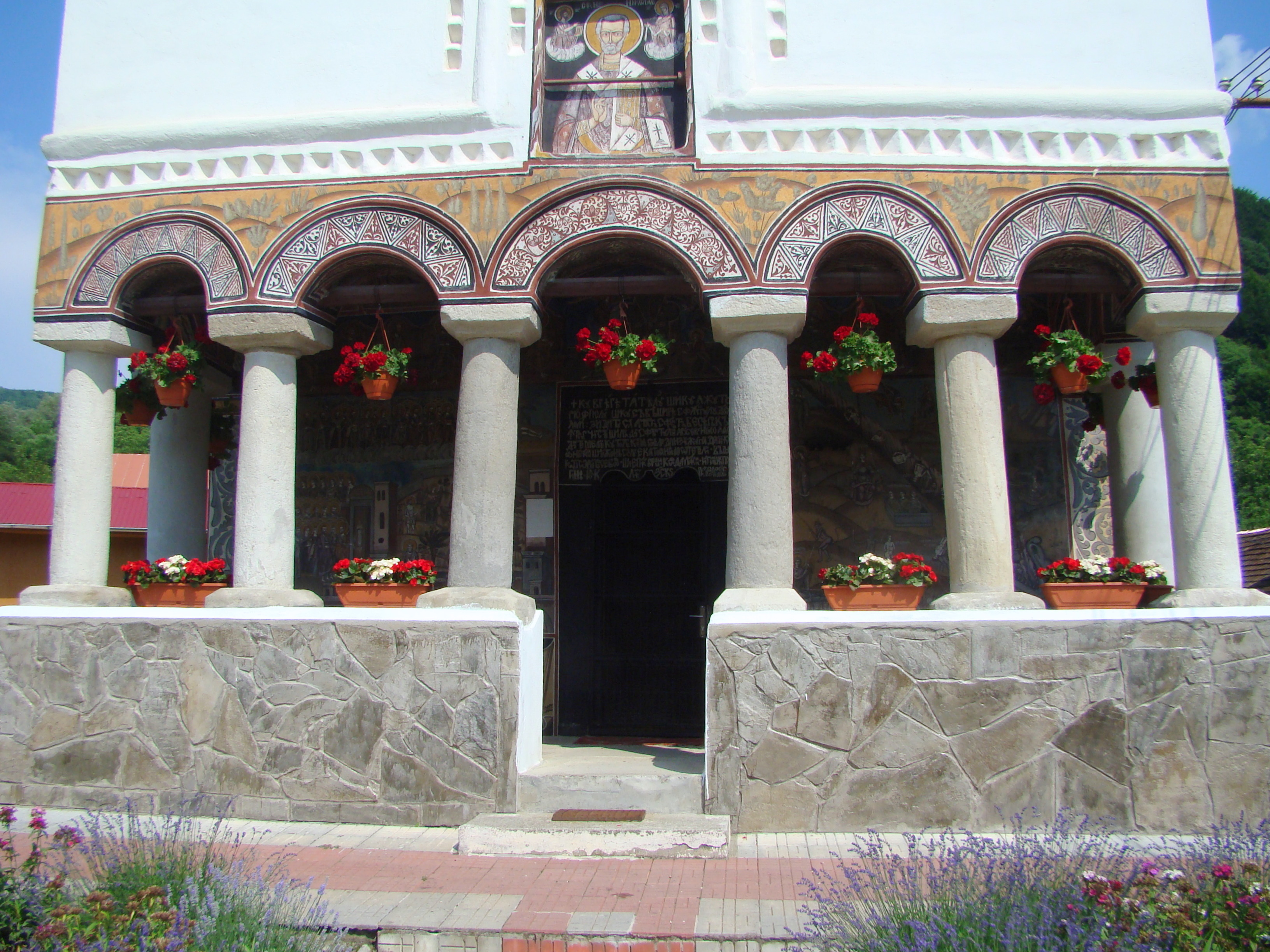
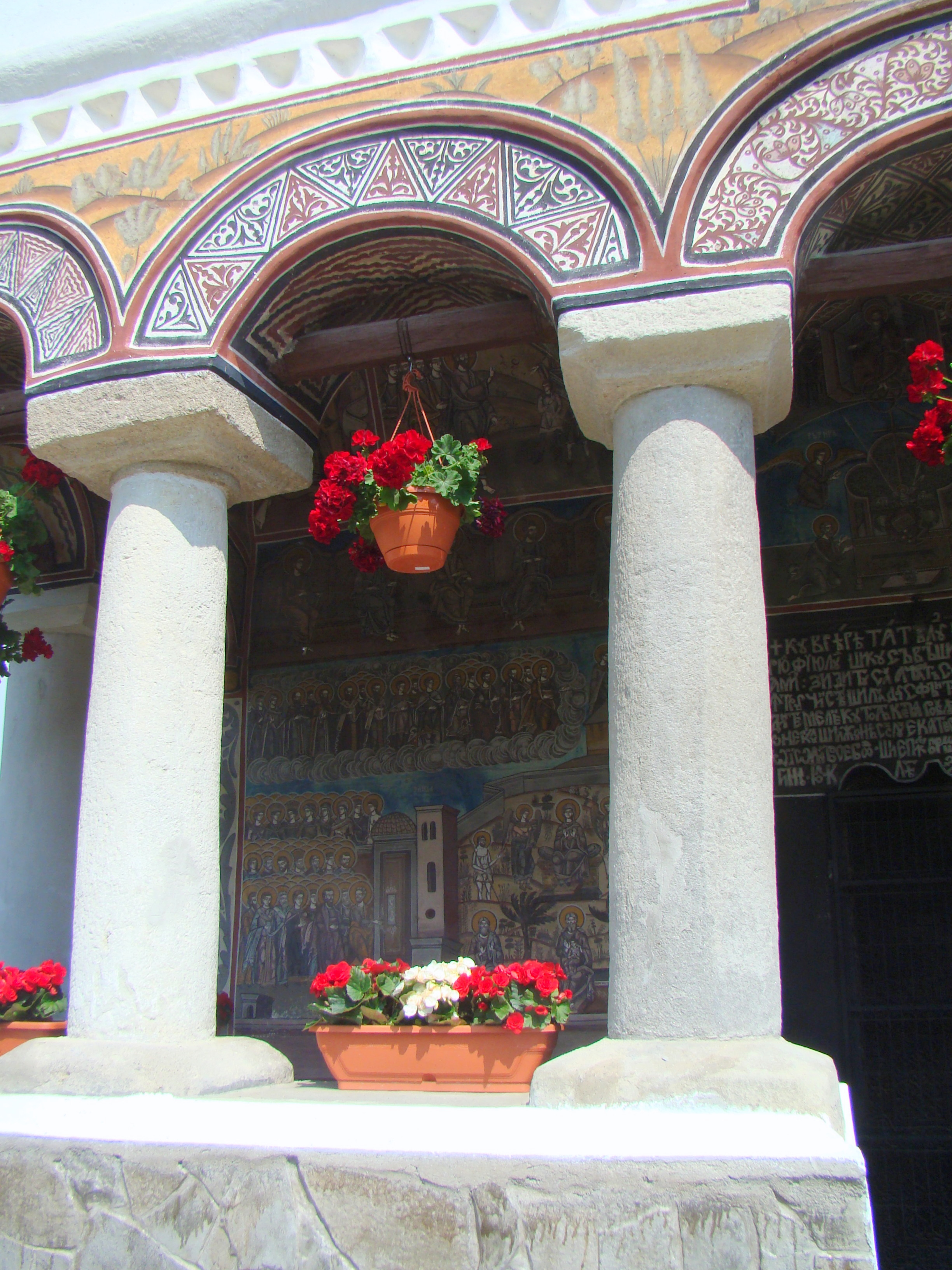
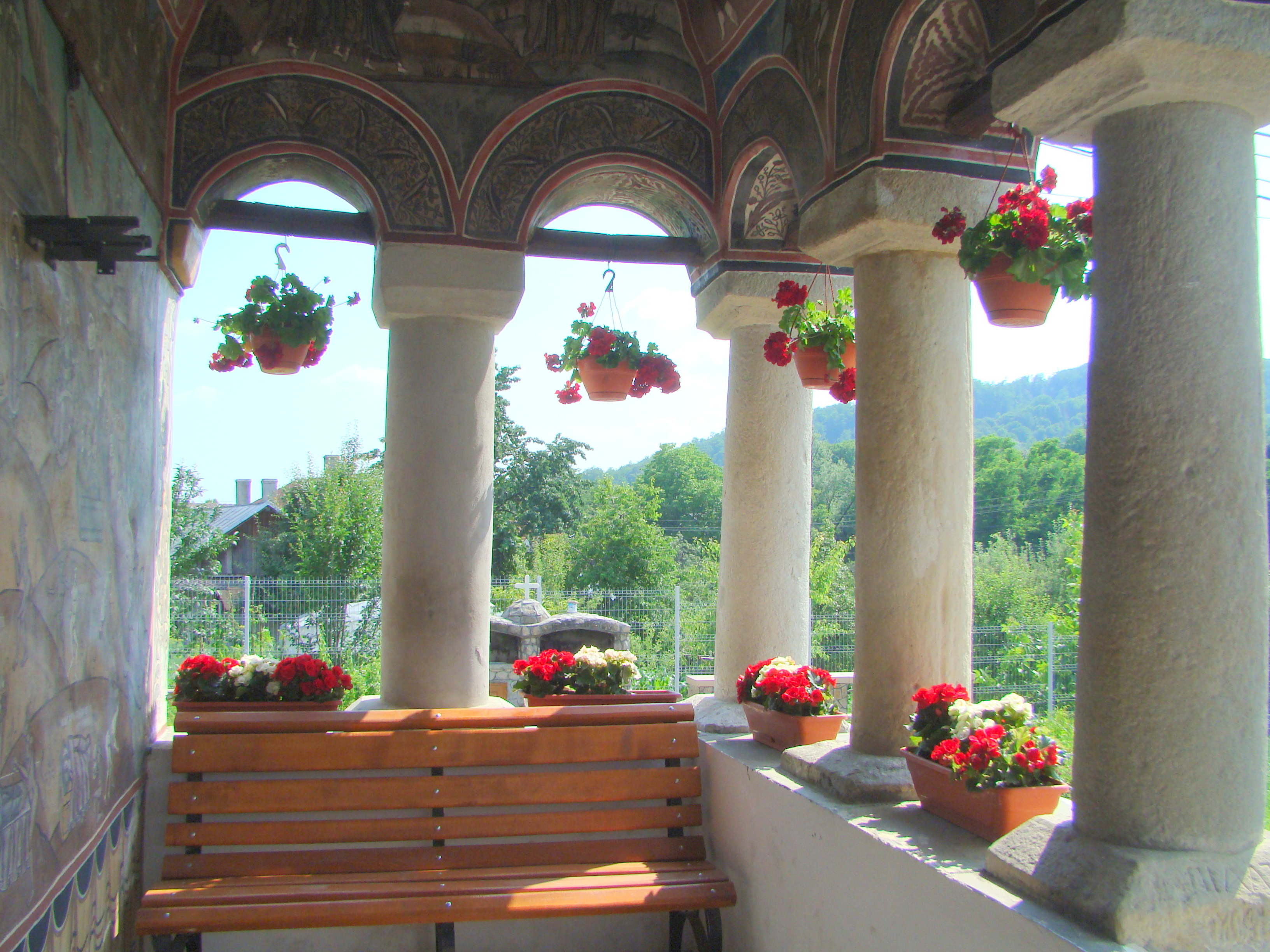
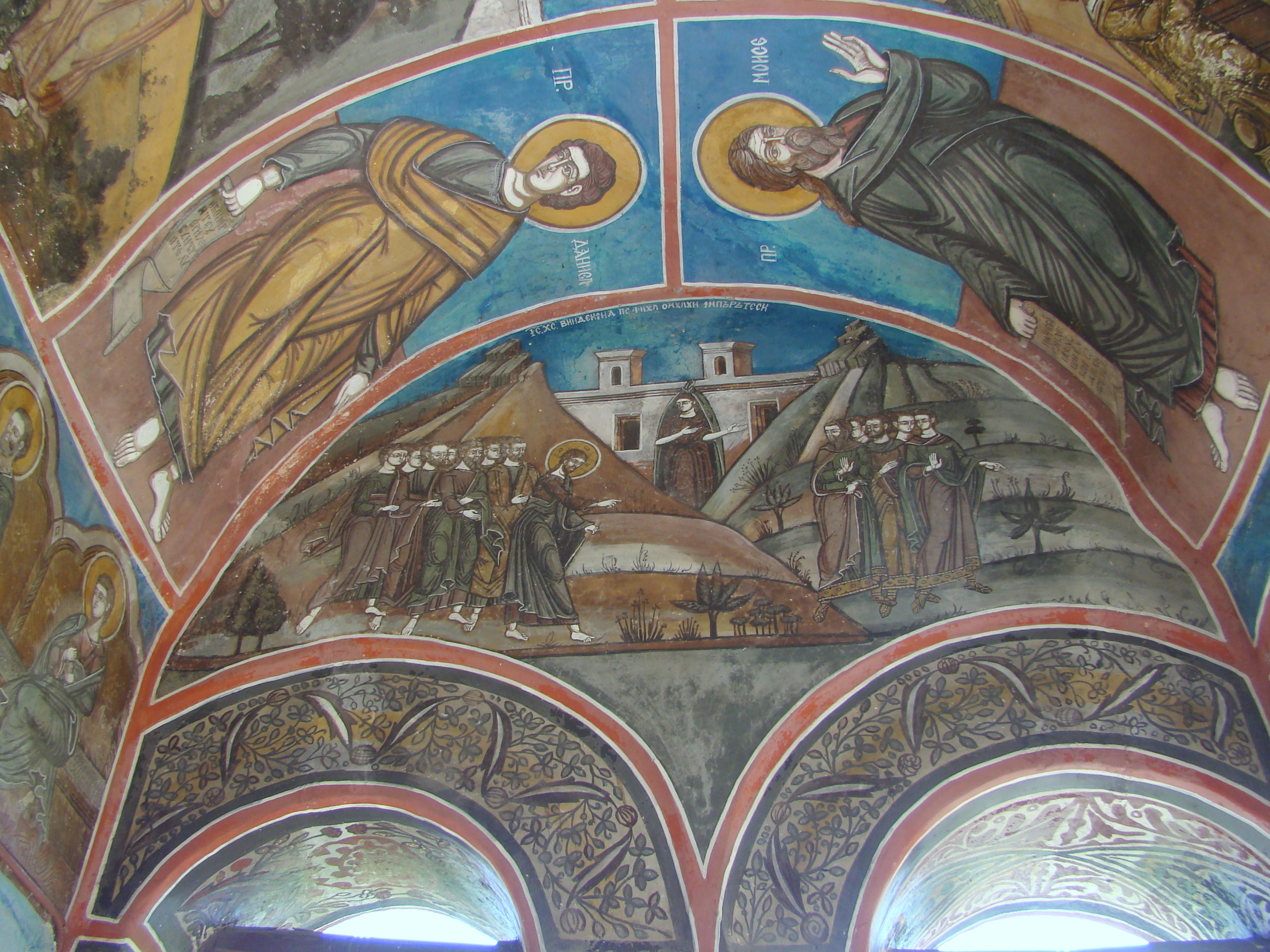
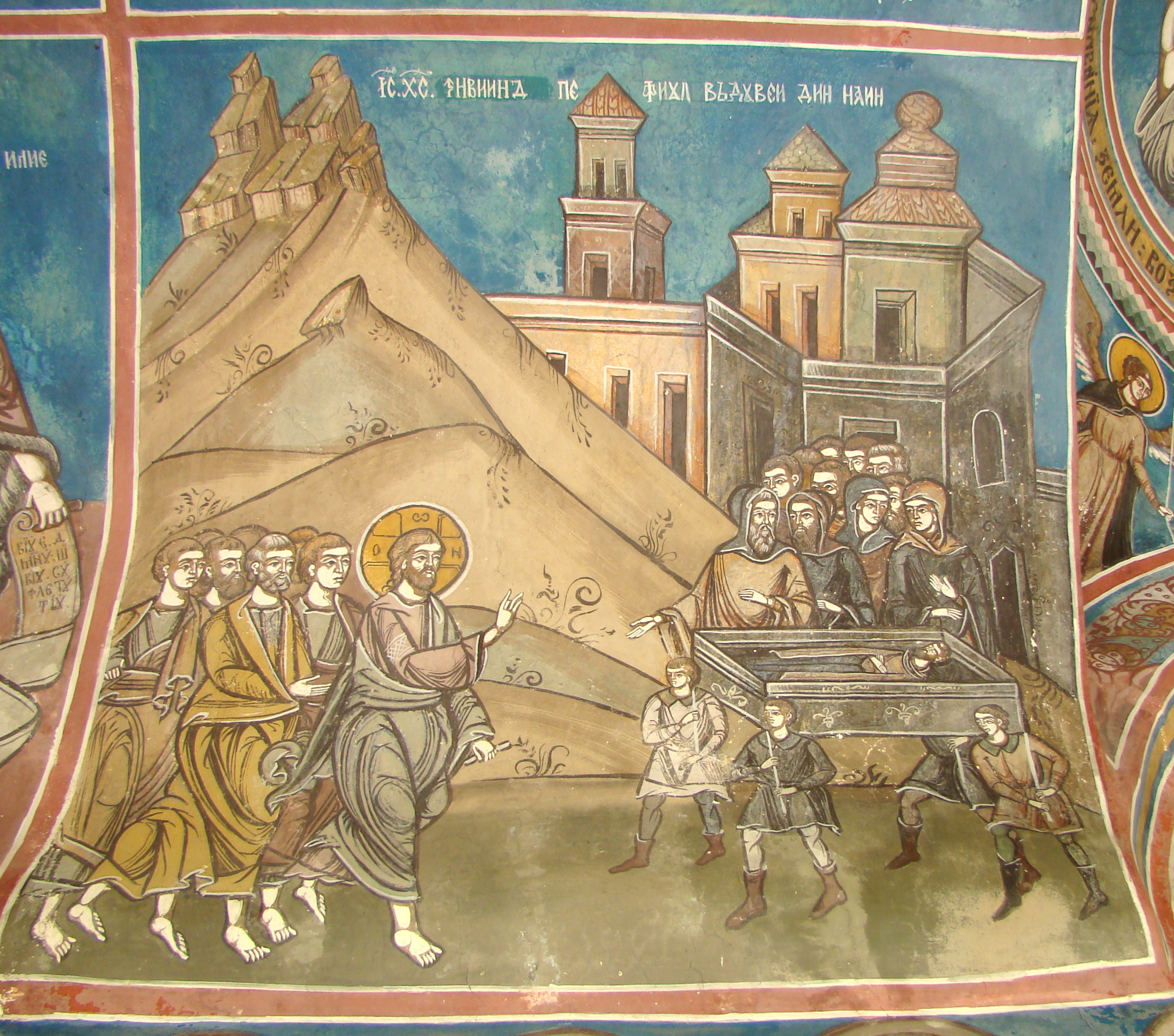
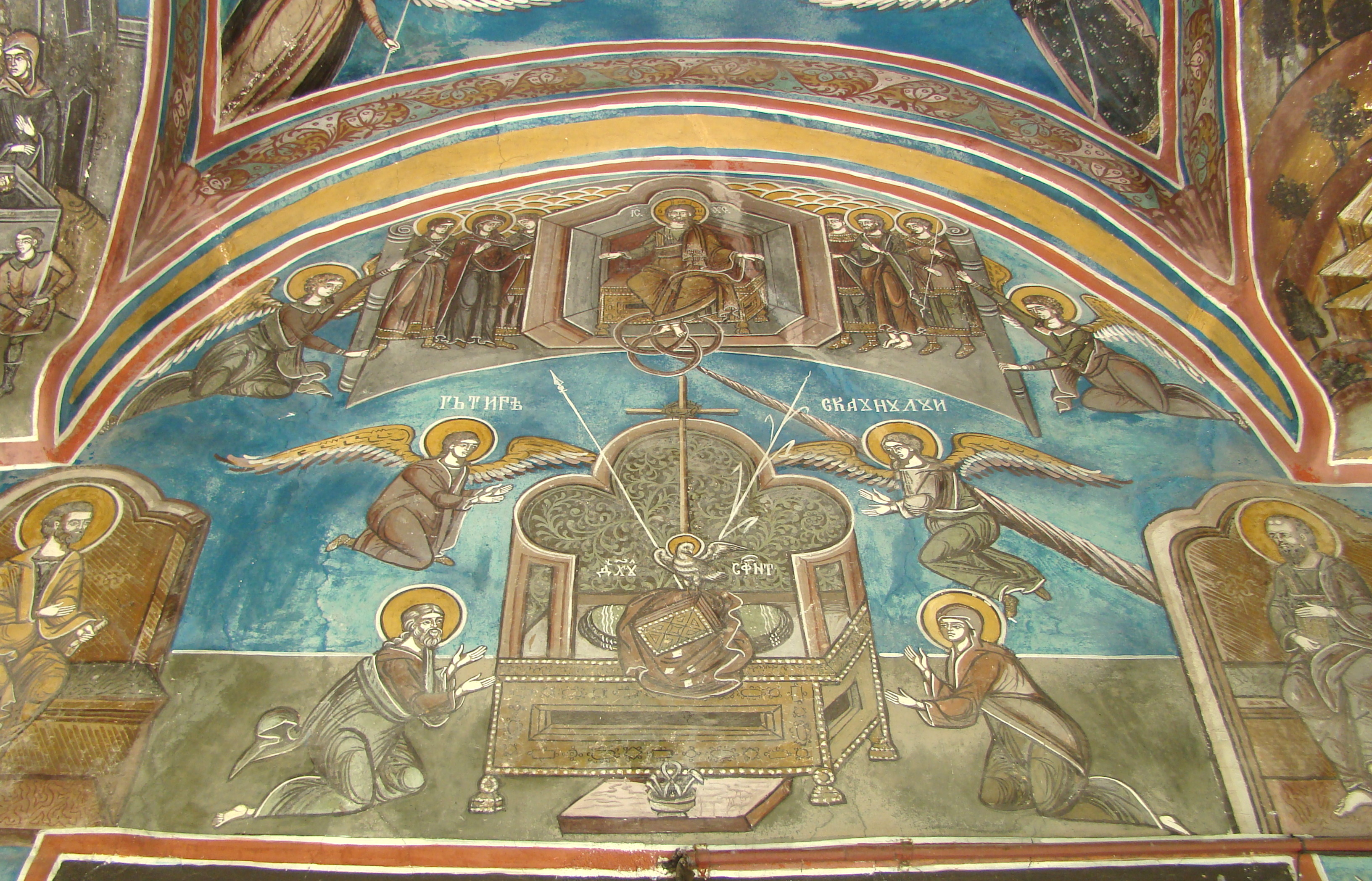
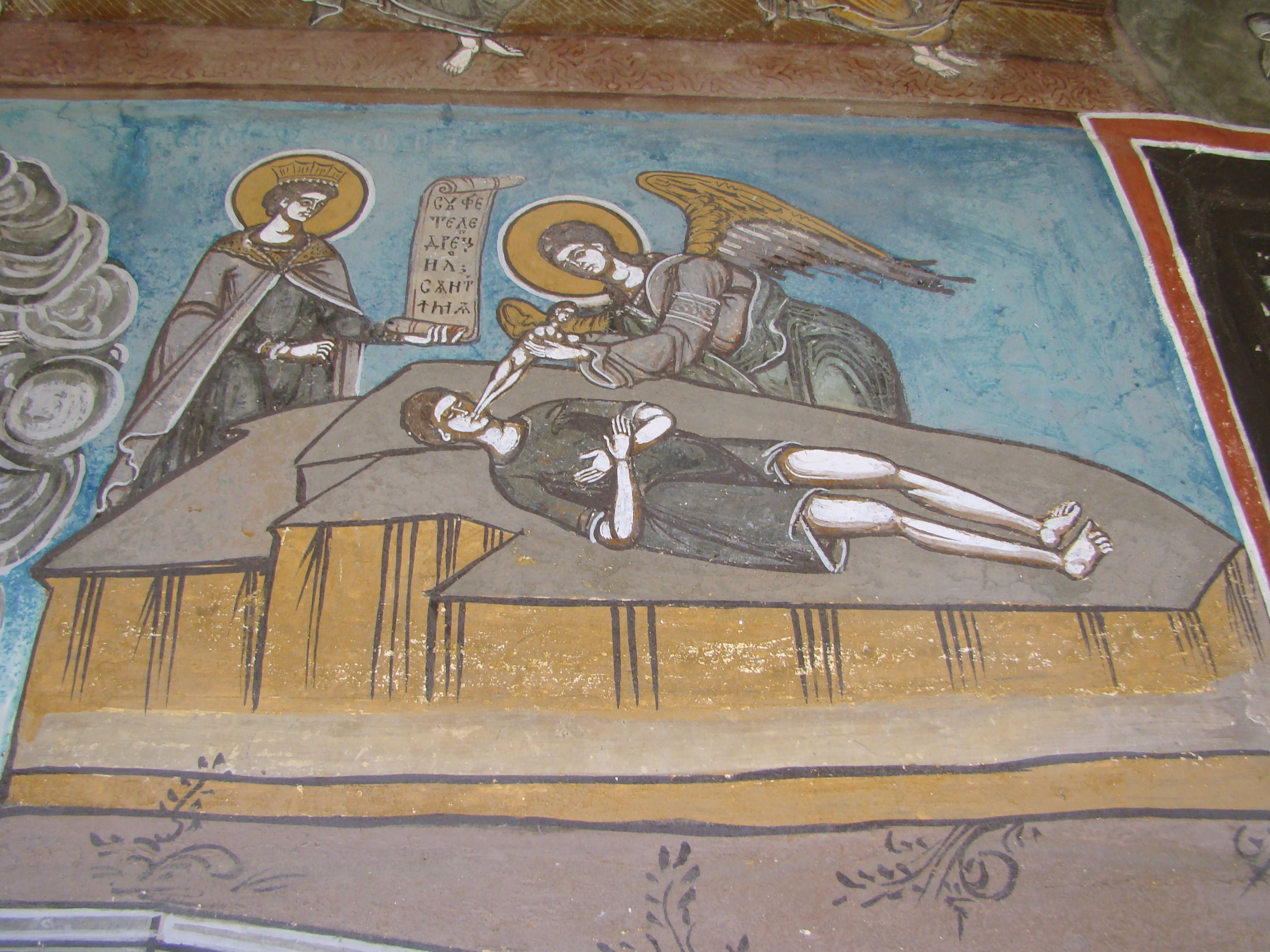
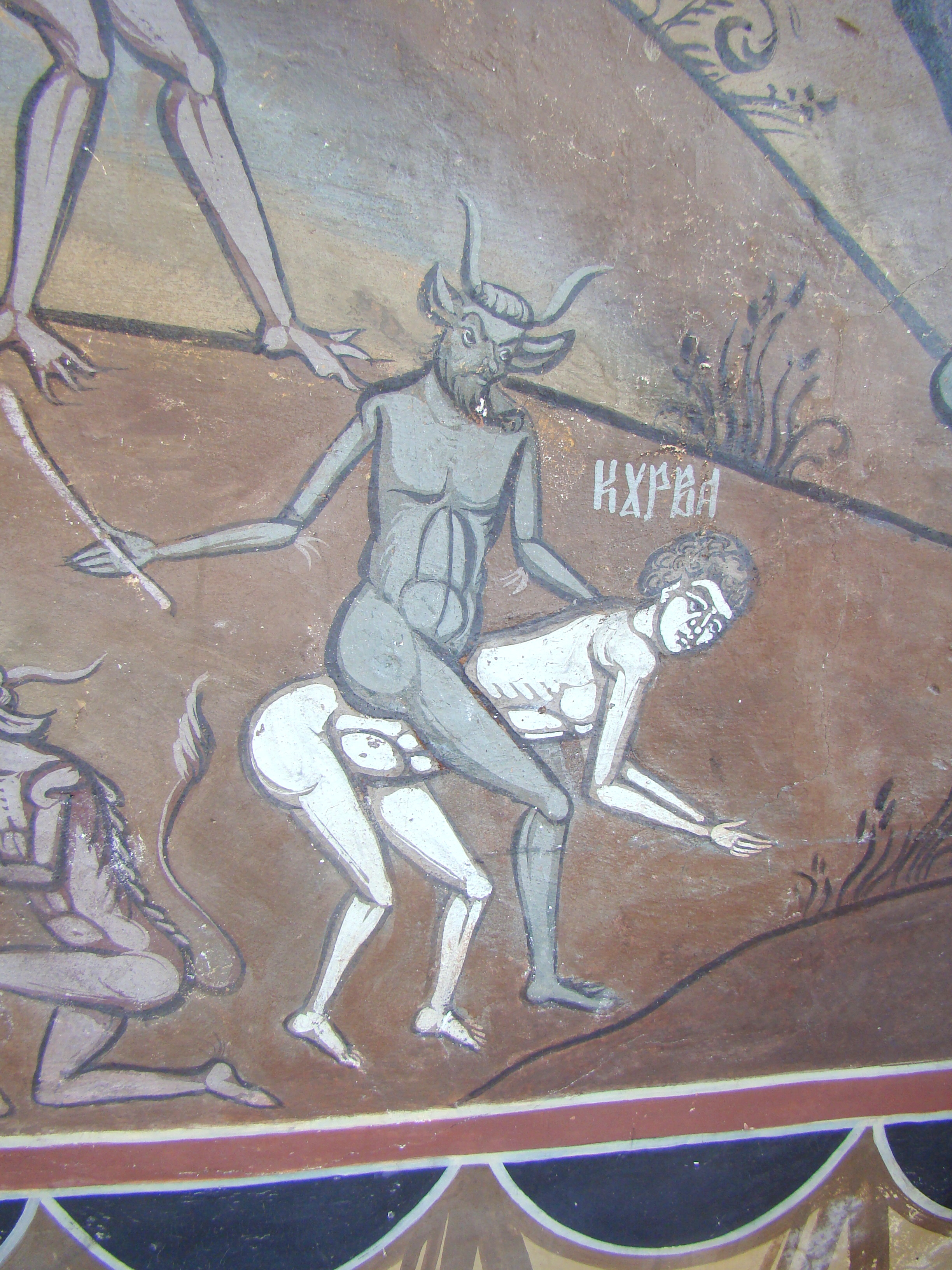
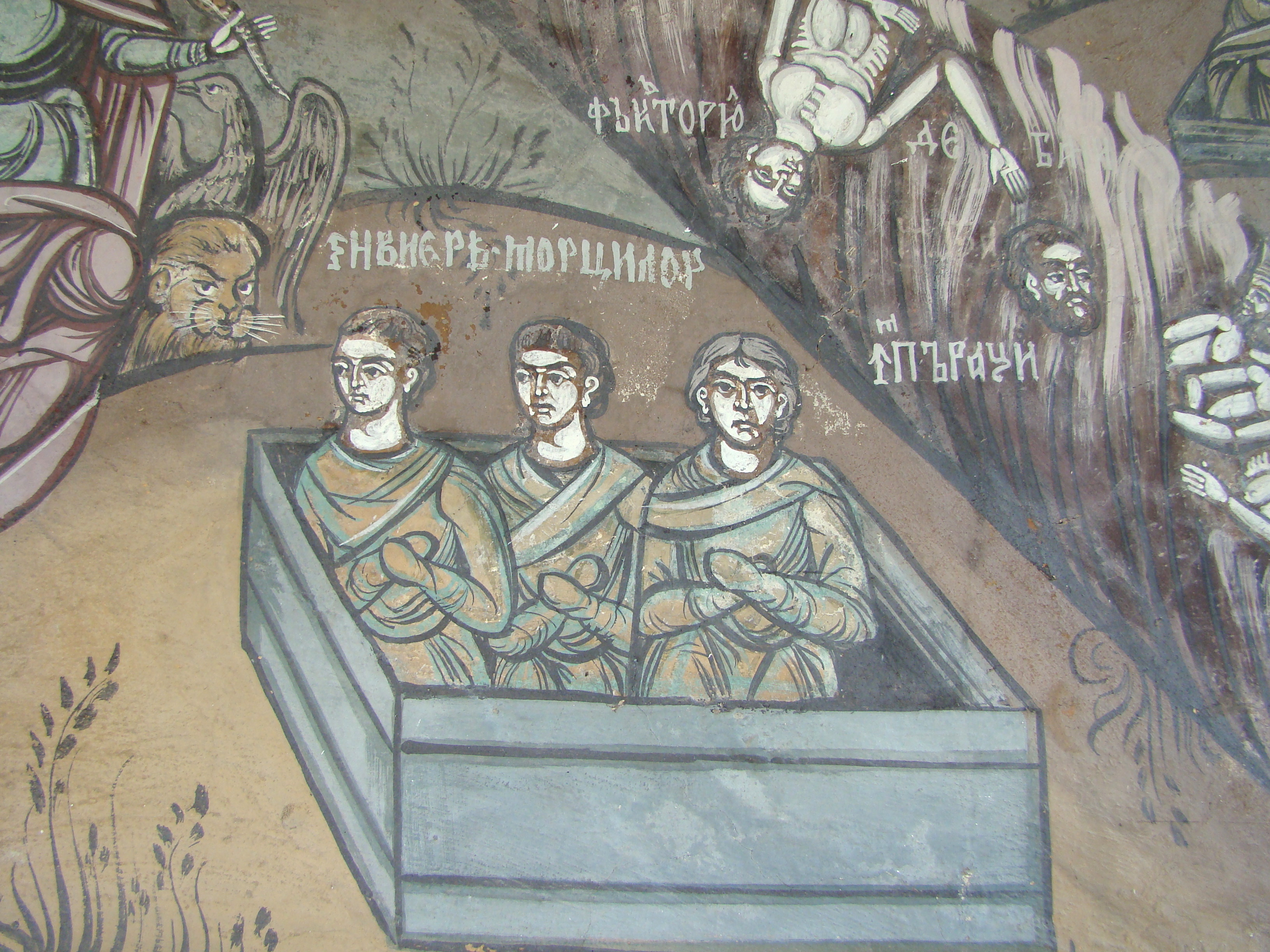
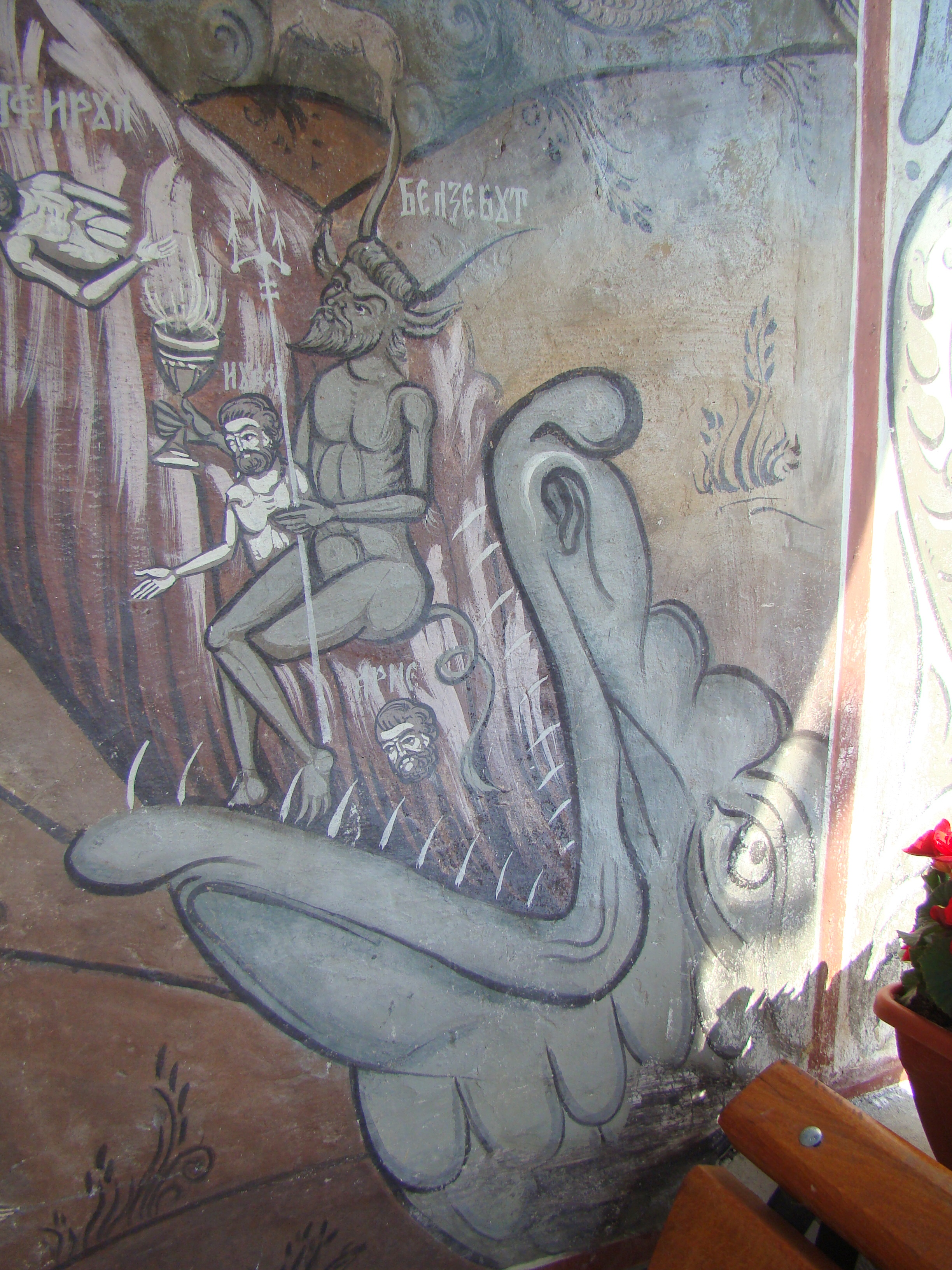
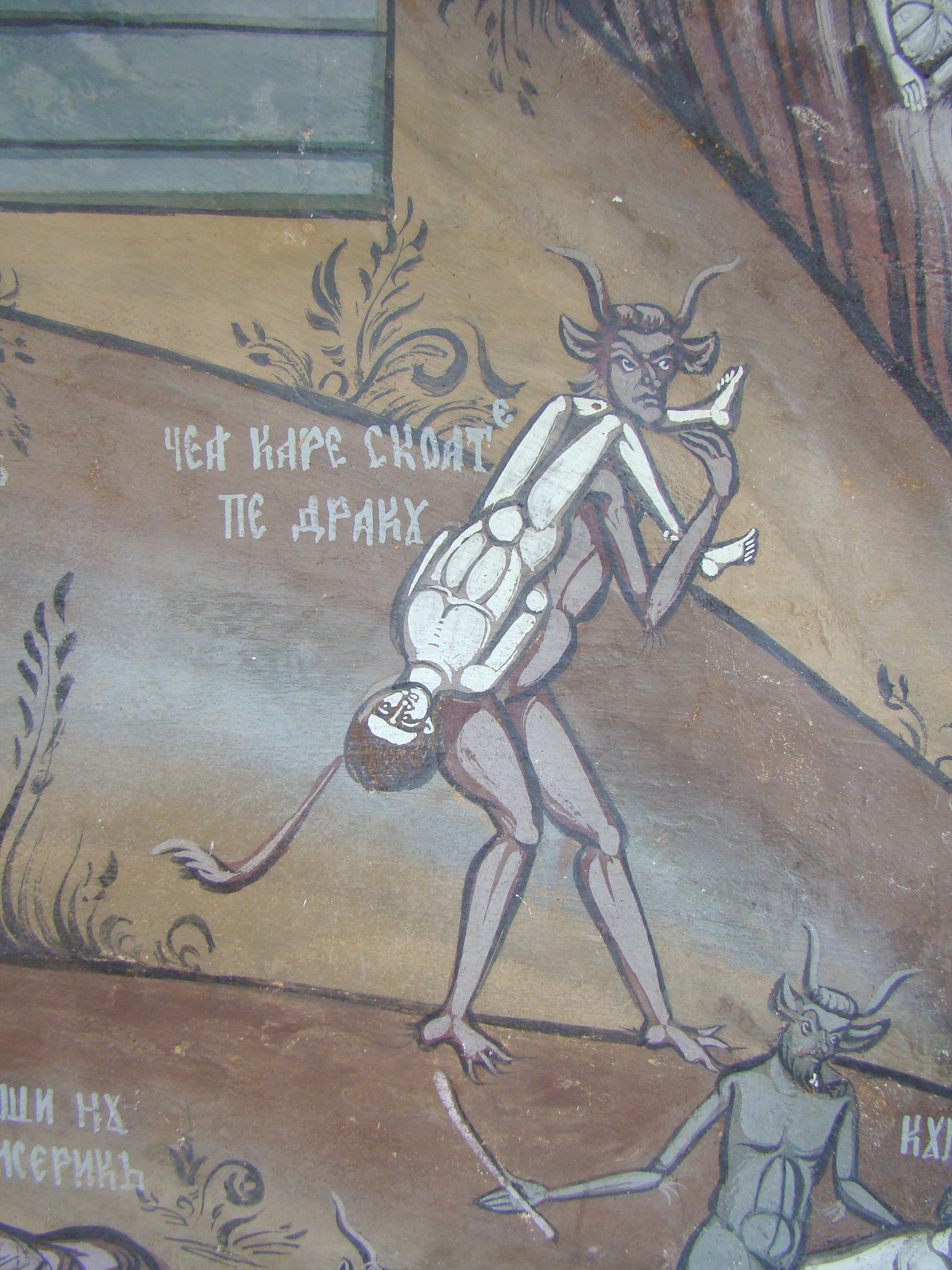
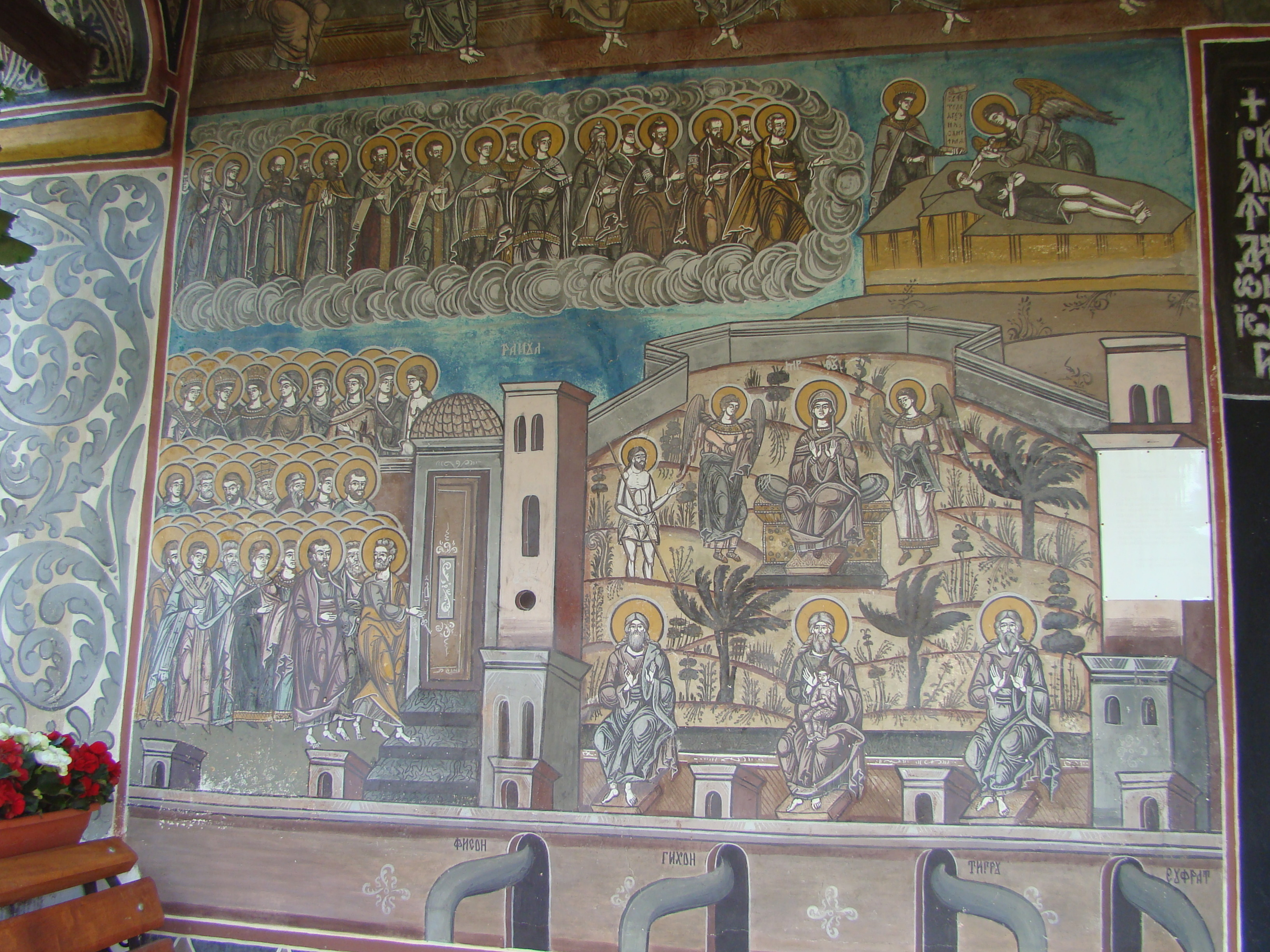
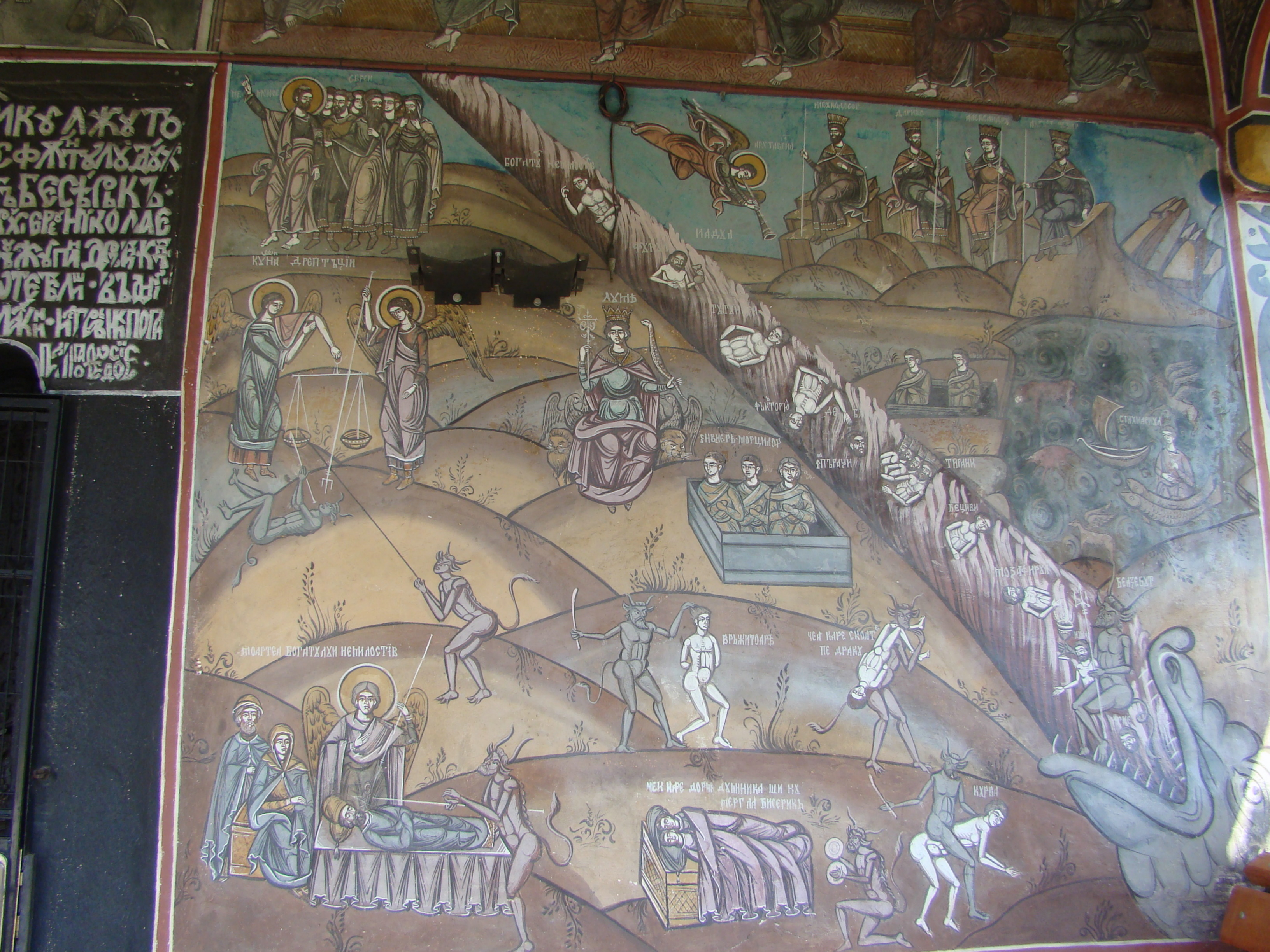
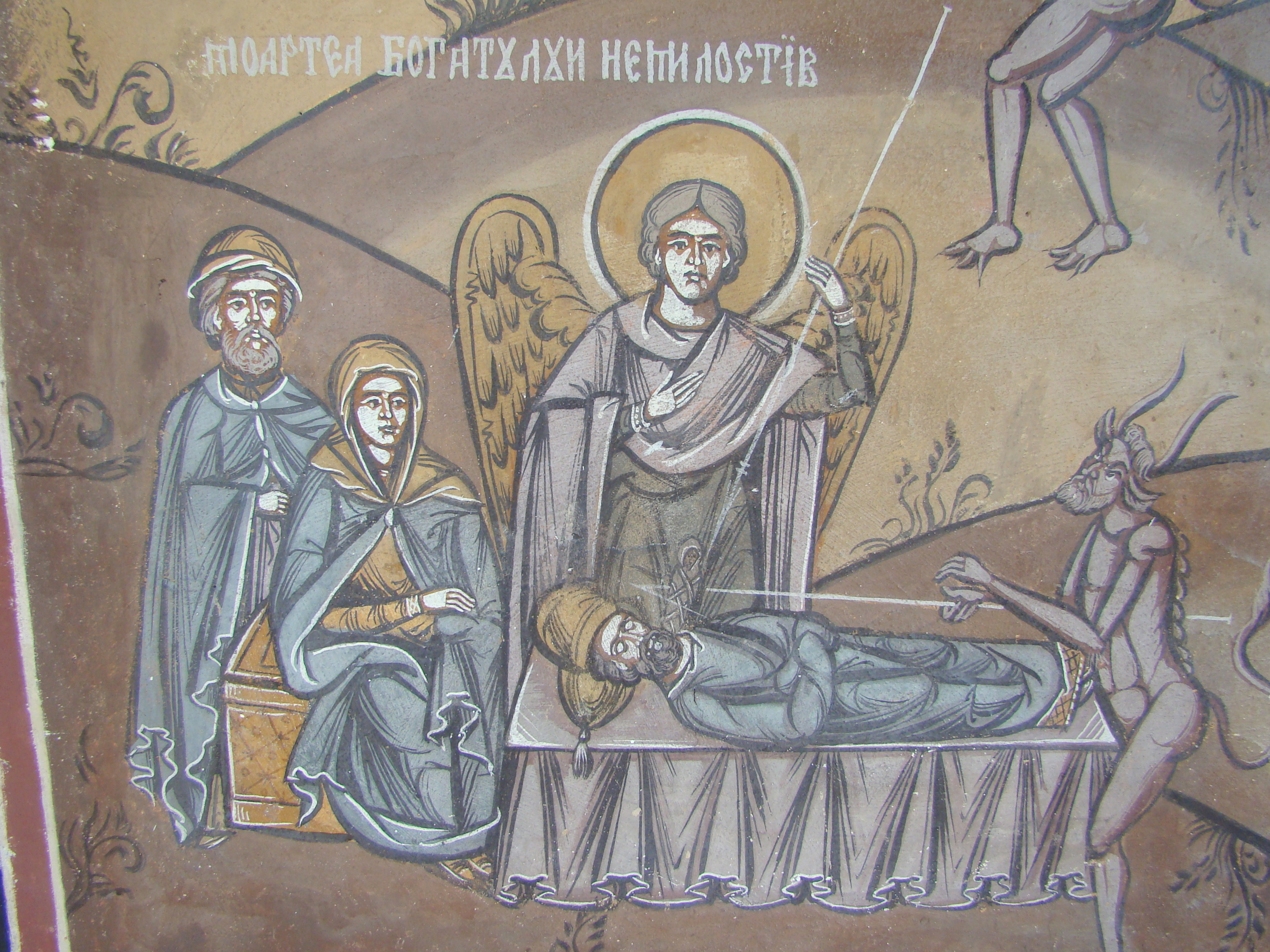
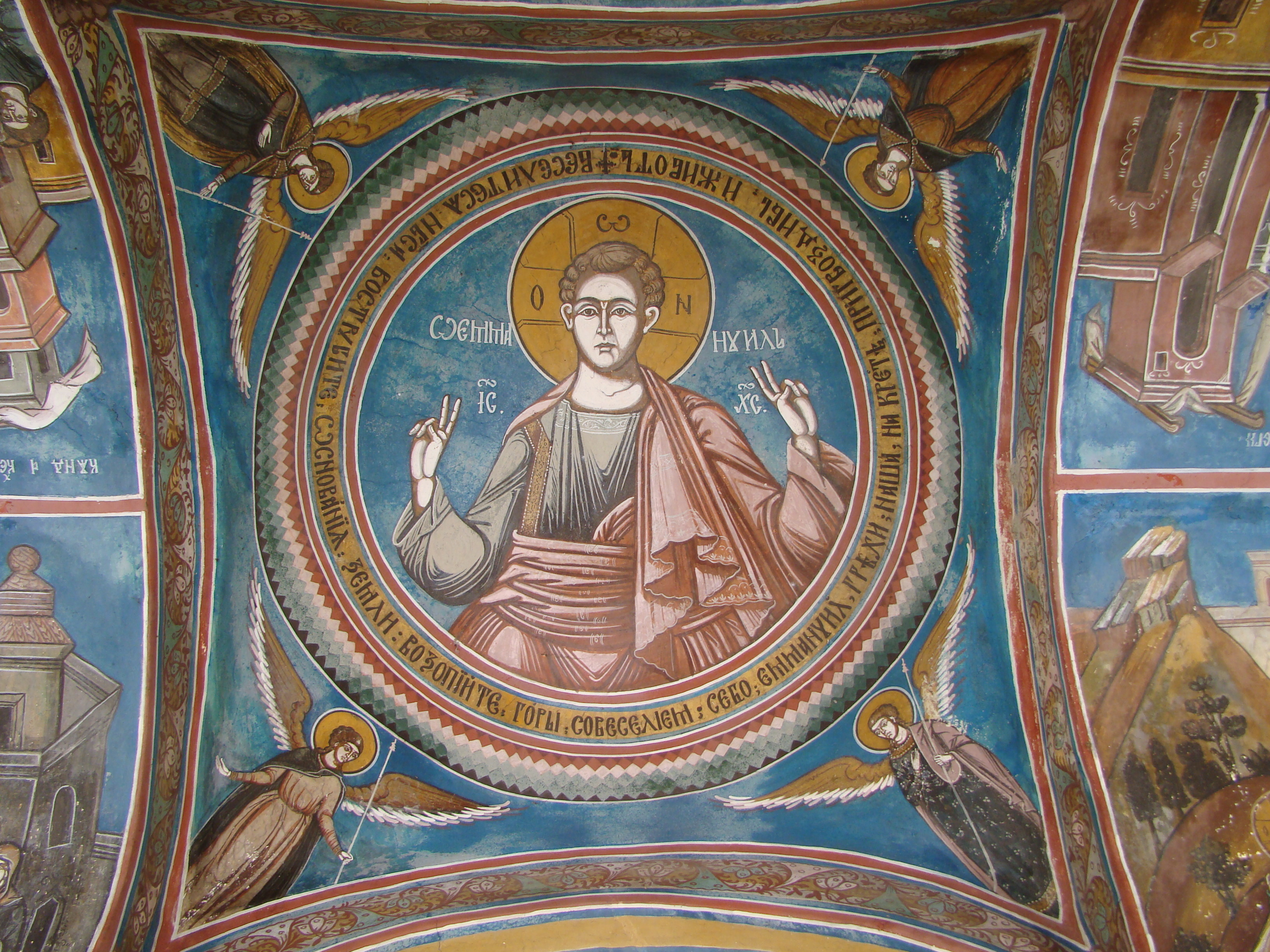
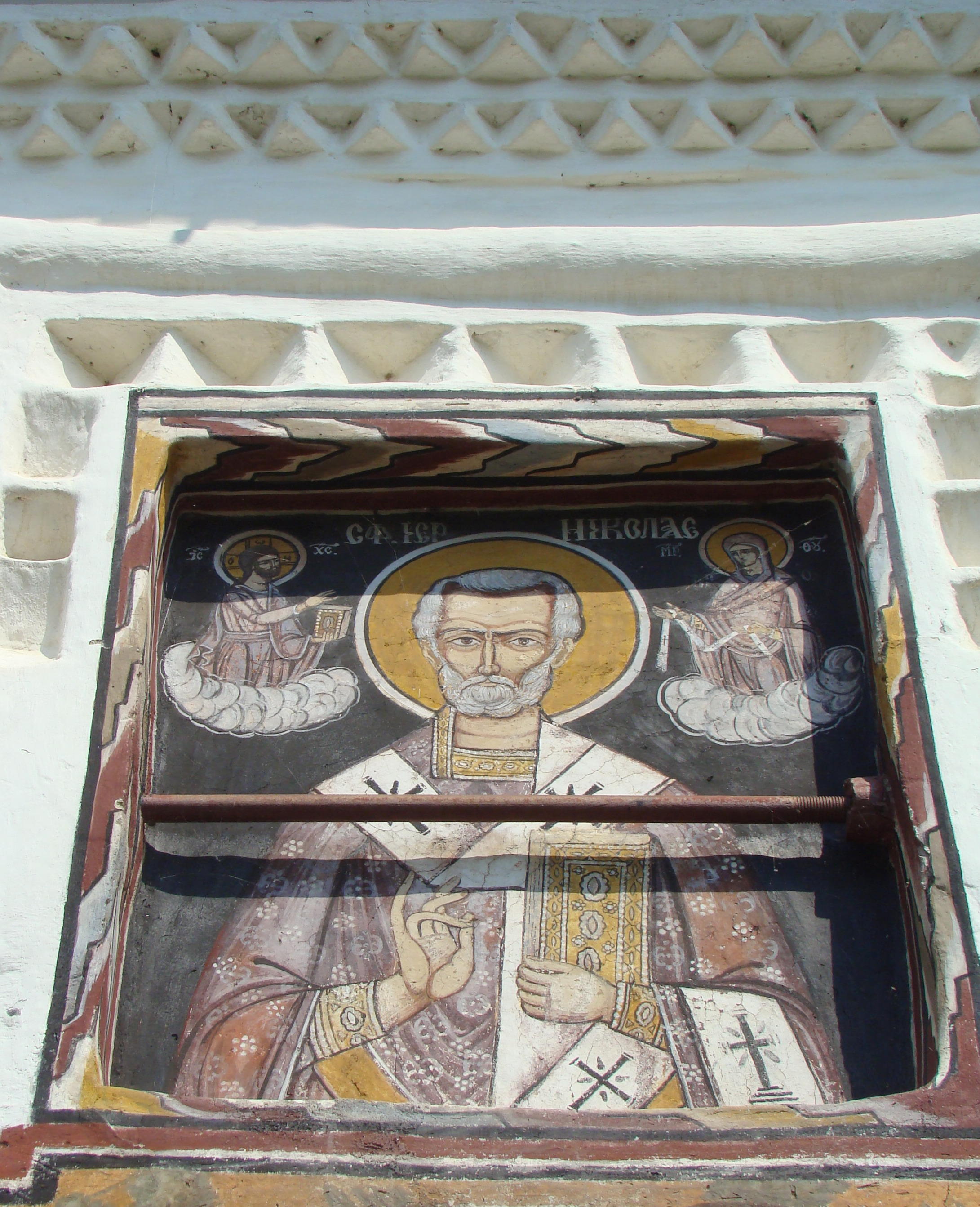
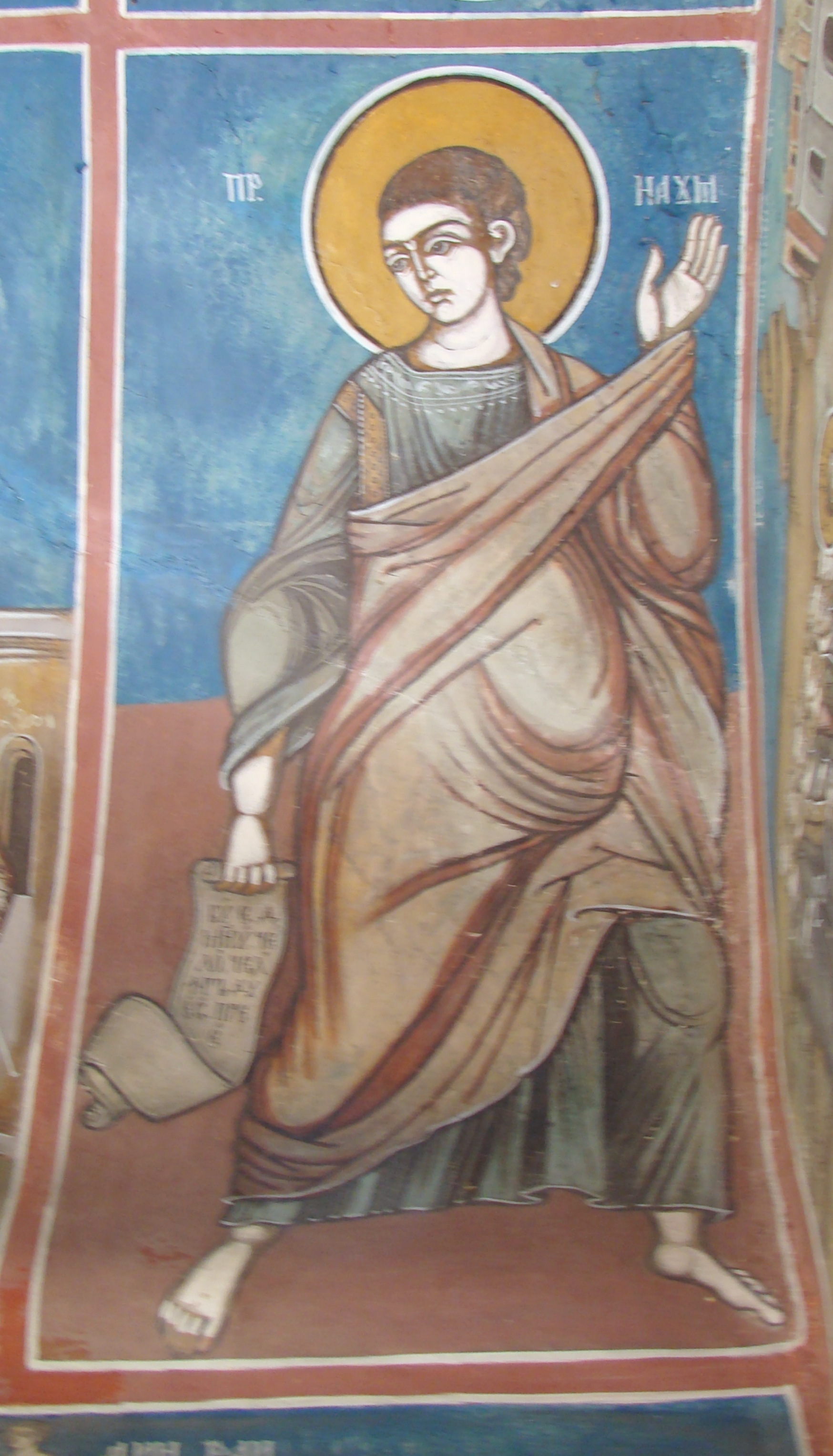
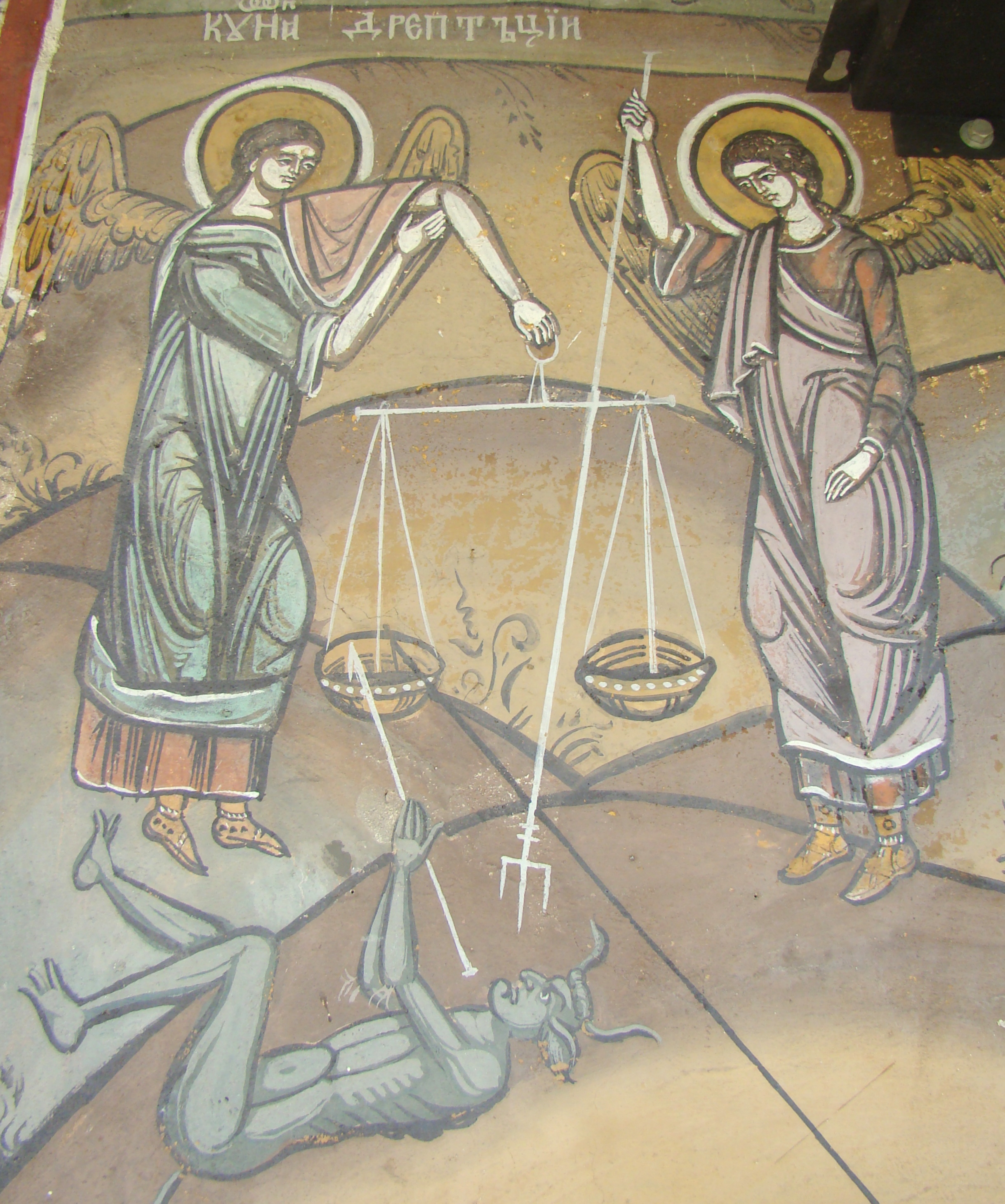
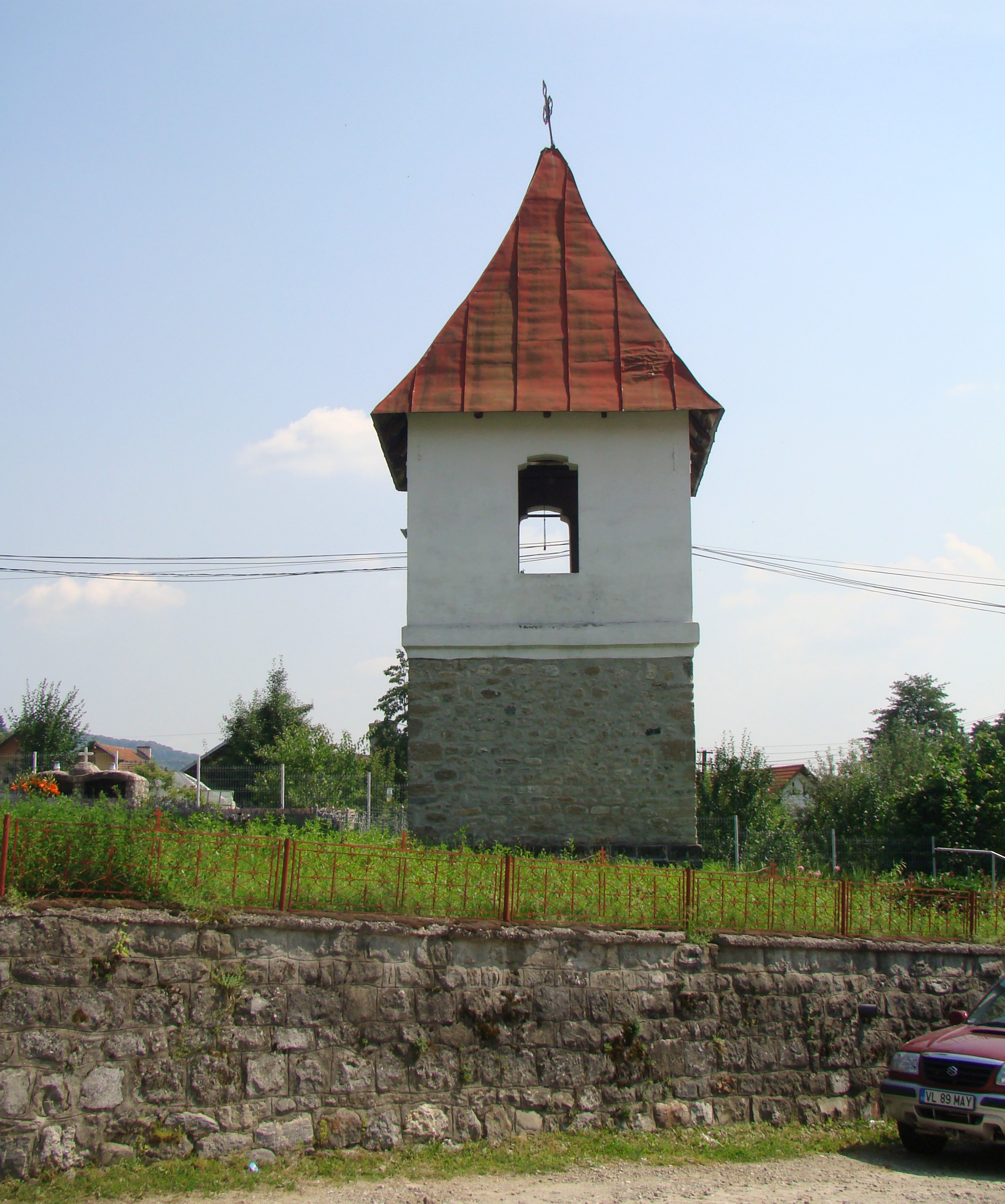
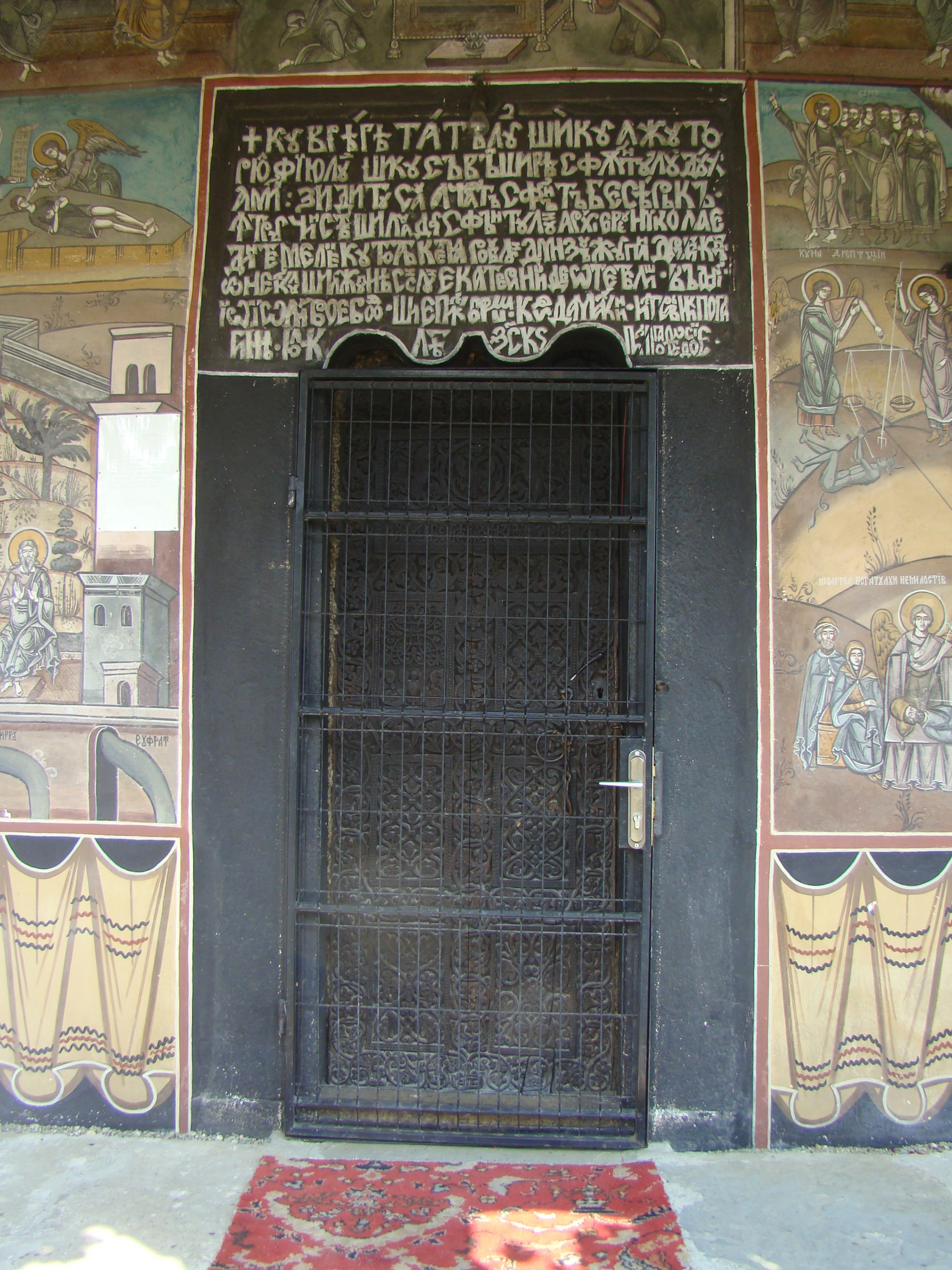
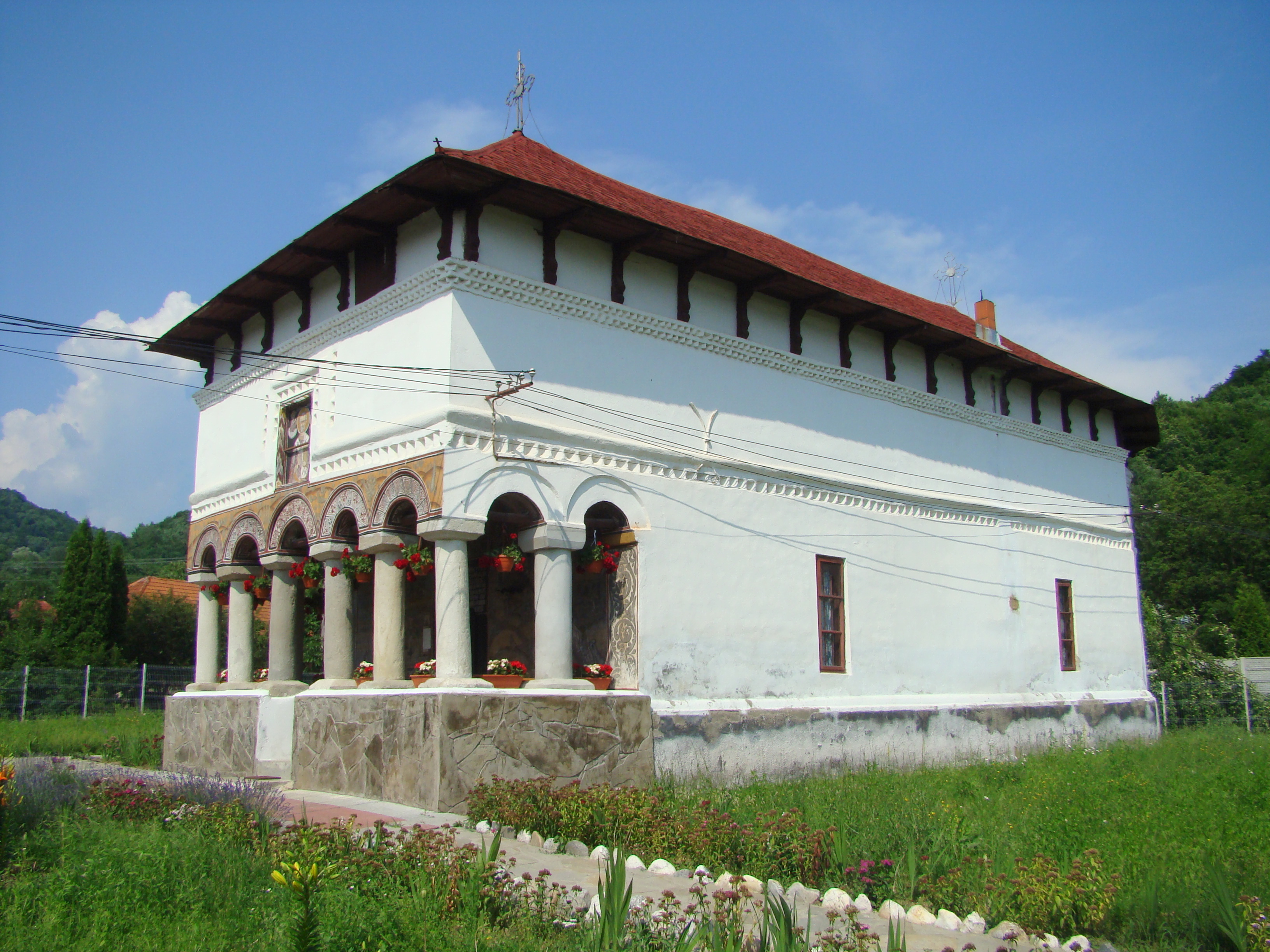
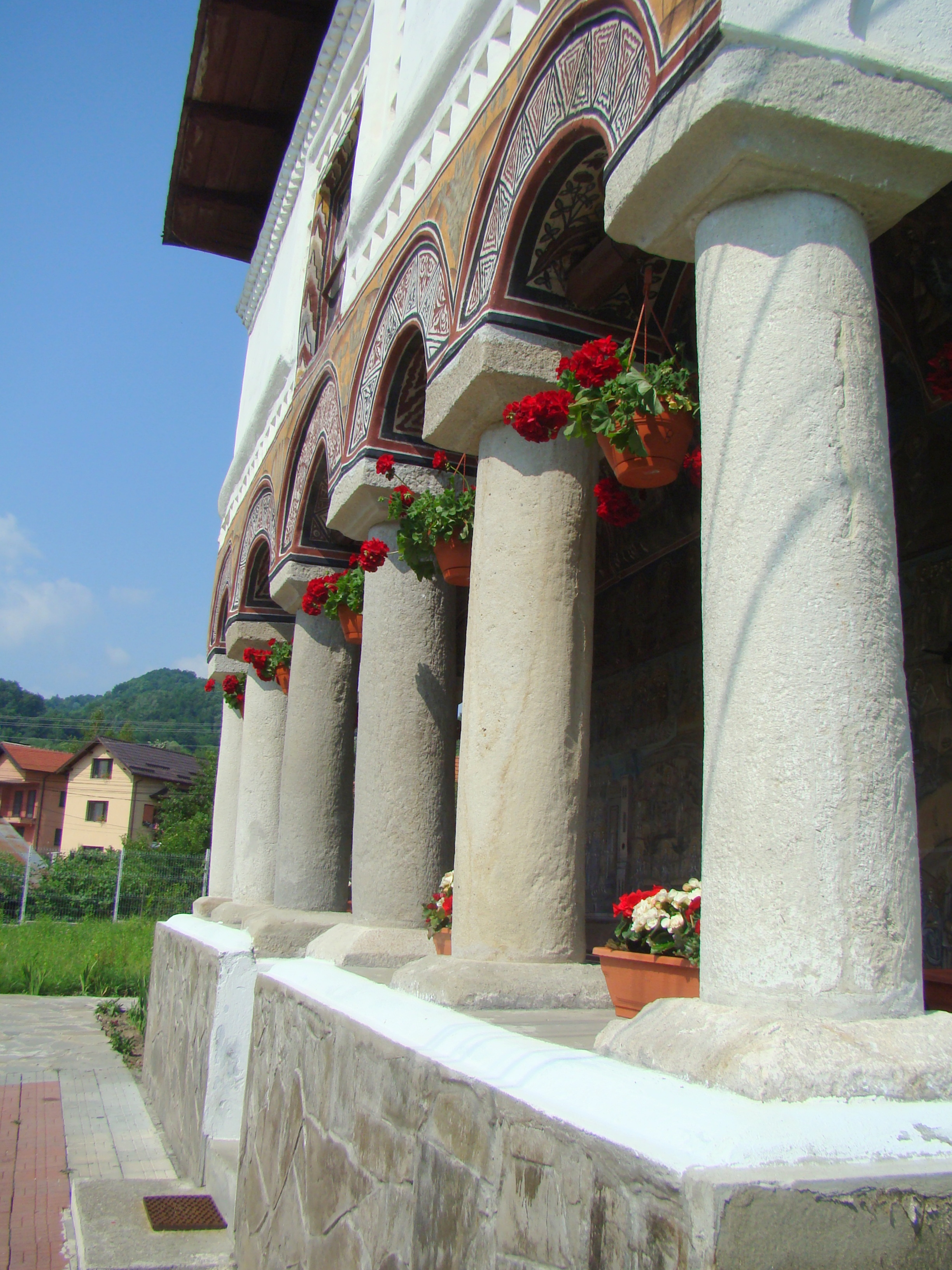
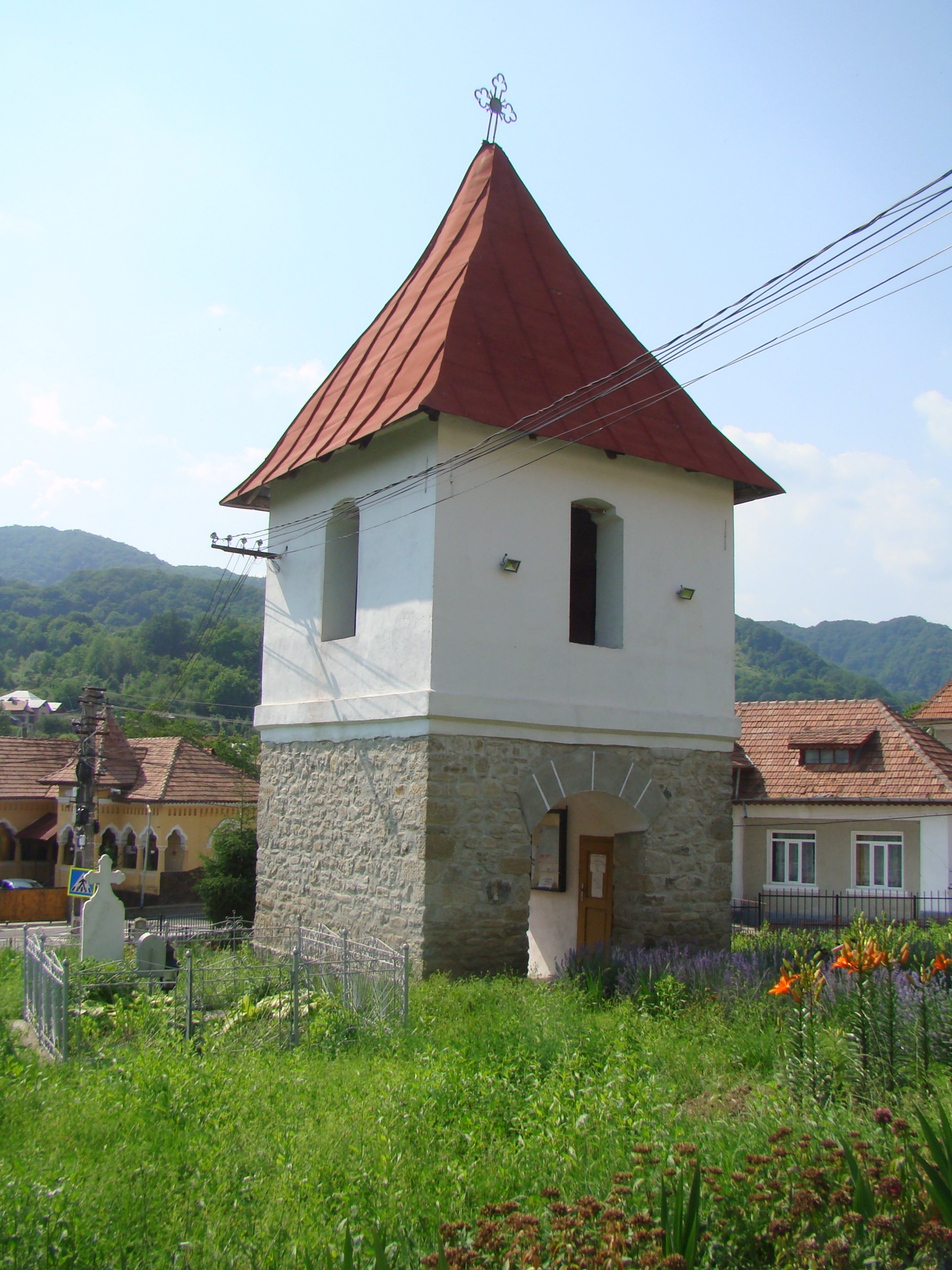